# Kinh tế nhà Hán
Nền kinh tế nhà Hán (206 TCN - 220 CN) đã trải qua các thời kỳ thịnh suy thuận theo các thăng trầm trong dòng lịch sử của Trung Hoa cổ đại. Thời kỳ nhà Hán thường được chia thành ba giai đoạn chính, đó là: Tây Hán (206 TCN - 9 CN), nhà Tân (9 - 23 CN) và Đông Hán (25 - 220 CN). Nhà Tân, được sáng lập bởi cựu quyền thần tên Vương Mãng, gây một chút gián đoạn cho thời kỳ nhà Hán. Sau sự sụp đổ của Tân, nhà Hán dời đô từ Trường An về Lạc Dương. Do đó, các nhà sử học sau này đã đặt tên cho hai giai đoạn chính thống của Hán là Tây Hán và Đông Hán.
Nền kinh tế thời Hán được hình thành bởi sự tăng trưởng chưa từng có tiền lệ của dân số, quy mô đô thị, của thủ công nghiệp và thương mại, cùng với các thử nghiệm quốc hữu hóa của triều đình. Thời Hán, mức độ đúc xu và lưu thông tiền tệ phát triển đáng kể, đặt nền móng cho một hệ thống kinh tế ổn định. Con đường tơ lụa giúp đế quốc thiết lập mạng lưới ngoại thương và cống nạp với các nước ngoại bang khắp đại lục Á-Âu. Thủ đô của Tây Hán (Trường An) và Đông Hán (Lạc Dương) đều thuộc hàng những đô thị lớn nhất thế giới thời bấy giờ, xét cả về dân số lẫn diện tích. Tại những đại đô thị này, các xưởng thủ công của nhà nước sản xuất đồ nội thất cung điện cho hoàng đế và hàng hóa tiêu dùng cho thường dân. Triều đình giám sát các dự án xây dựng cầu đường, tạo điều kiện cho kinh doanh chính thức và khuyến khích tăng trưởng thương mại. Dưới sự cai trị của triều Hán, các nhà thủ công và thương nhân có thể tham gia vào một loạt các doanh nghiệp và buôn bán trong nhiều lĩnh vực như tại gia, công cộng và thậm chí là quân sự.
Vào đầu đời Hán, nông dân phần lớn tự cung tự cấp nhưng sau này bắt đầu phụ thuộc nhiều hơn vào trao đổi thương mại với những địa chủ giàu có sở hữu các nông trang lớn. Nhiều nông dân rơi vào cảnh nợ nần và buộc phải làm thuê hoặc làm tá điền nộp tô thuế cho địa chủ. Triều đình Hán ban hành nhiều chính sách bảo vệ nhà nông, trợ cấp kinh tế cho nông dân nghèo do họ phải cạnh tranh với các quý tộc, địa chủ và thương nhân hùng mạnh, có ảnh hưởng; triều đình cũng hạn chế quyền lực của tầng lớp giàu có thông qua các khoản thuế nặng hơn. Đời Hán Vũ Đế (141 - 87 TCN) thậm chí quốc hữu hóa sắt và muối; tuy nhiên, các độc quyền này bị bãi bỏ thời Đông Hán. Sự can thiệp ngày càng tăng của nhà nước vào nền kinh tế tư nhân cuối thế kỷ 2 TCN đã làm suy yếu trầm trọng tầng lớp thương gia. Điều này cho phép các địa chủ giàu có củng cố quyền lực và đảm bảo sự tiếp diễn của một nền kinh tế chủ yếu là nông nghiệp. Các địa chủ chi phối hoạt động thương mại, duy trì sự kiểm soát tầng lớp nông dân - tầng lớp mà triều đình dựa vào để thu các khoản thuế, lấy nhân lực quân sự và dân sự. Vào những năm 180 CN, các cuộc khủng hoảng kinh tế chính trị đã khiến chính quyền Hán bị phân mảnh, còn các địa chủ lớn thì ngày càng độc lập và quyền lực hơn ở các địa phương.

## Hệ thống tiền tệ và đô thị hóa

### Đô thị hóa và dân số

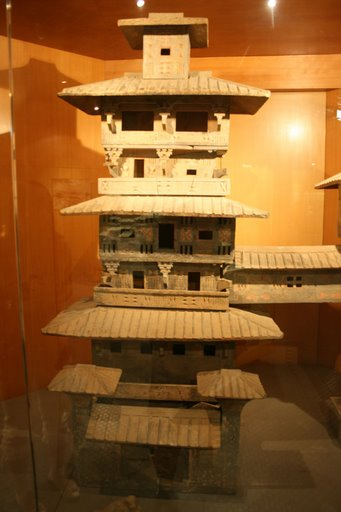
Một mô hình nhà tháp thời Hán được sơn làm từ gốm (tìm thấy trong một ngôi mộ thời Hán) có mái hiên, mái nhà nghiêng, đấu củng, và một cây cầu che bắc từ tầng hai sang tòa nhà bên cạnh

Thời Chiến Quốc (403–221 TCN), sự phát triển của thương nghiệp tư nhân, các tuyến thương mại mới, các ngành thủ công mỹ nghệ và nền kinh tế tiền bạc kích thích các trung tâm đô thị mới mọc lên. Những nơi này khác biệt hẳn với các đô thị cũ, đơn thuần là cơ sở quyền lực cho giới quý tộc. Việc chuẩn hóa đồng tiền quốc gia dưới thời Tần (221-206 TCN) đã tạo điều kiện cho giao dịch đường dài giữa các thành phố. Nhiều đô thị mở rộng: thủ đô Tây Hán là Tràng An, có khoảng 250.000 cư dân, trong khi thủ đô Đông Hán là Lạc Dương, có khoảng 500.000 cư dân. Dân số của toàn Đế quốc Hán ghi nhận trong cuộc điều tra dân số năm 2 CN là 57,6 triệu người, thuộc 12.366.470 hộ gia đình. Phần lớn dân thường tại thành thị sống ở các khu vực ngoại thành, xung quanh các bức tường thành. Tổng diện tích của Tràng An, tính cả các khu dân cư bên ngoài các bức tường là 36 km2 (14 dặm vuông Anh). Tổng diện tích của Lạc Dương, tính cả các khu dân cư bên ngoài các bức tường là 24,5 km2 (9,5 dặm vuông Anh). Cả Tràng An và Lạc Dương đều có hai khu chợ chính; mỗi chợ có một văn phòng triều đình hai tầng được phân định bởi một lá cờ và trống ở trên đỉnh. Các quan trực chợ chịu trách nhiệm duy trì trật tự, thu thuế thương mại, thiết lập giá hàng hóa tiêu chuẩn hàng tháng và ủy quyền hợp đồng giữa thương nhân và khách hàng.

### Tiền tệ
Thời Tây Hán, Hán Cao Tổ (202–195 TCN) đóng cửa các xưởng đúc tiền nhà nước, thay bằng các xưởng đúc tiền tư nhân. Vợ của Cao Tổ, Lã hậu, bãi bỏ việc đúc tiền tư nhân vào năm 186 TCN. Ban đầu, bà phát hành tiền xu do nhà nước đúc có cân nặng 5,7 g (0,20 oz), nhưng sau này giảm xuống còn 1,5 g (0,053 oz) vào năm 182 TCN. Sự thay đổi này gây nạn lạm phát, vì vậy vào năm 175 TCN, Hán Văn Đế (180–157 TCN) dỡ bỏ lệnh cấm đúc tiền tư nhân; cho phép đúc tiền với khối lượng chính xác 2,6 g (0,092 oz). Việc đúc tiền tư một lần nữa bị bãi bỏ vào năm 144 TCN, cuối đời Hán Cảnh Đế (157–141 TCN). Dù vậy, đồng xu 2,6 g (0,092 oz) vẫn được phát hành bởi chính quyền trung ương và địa phương cho đến năm 120 TCN, khi trong một năm, nó bị thay thế bằng xu nặng 1,9 g (0,067 oz). Các loại tiền tệ khác đã được giới thiệu trong khoảng thời gian này. Tiền làm từ da nai trắng có mệnh giá 400.000 xu và được sử dụng trong việc thu thuế của chính quyền. Hán Vũ Đế cũng giới thiệu ba đồng xu hợp kim thiếc-bạc trị giá lần lượt 3.000, 500 và 300 xu đồng; tất cả đều nặng dưới 120 g (4.2 oz).

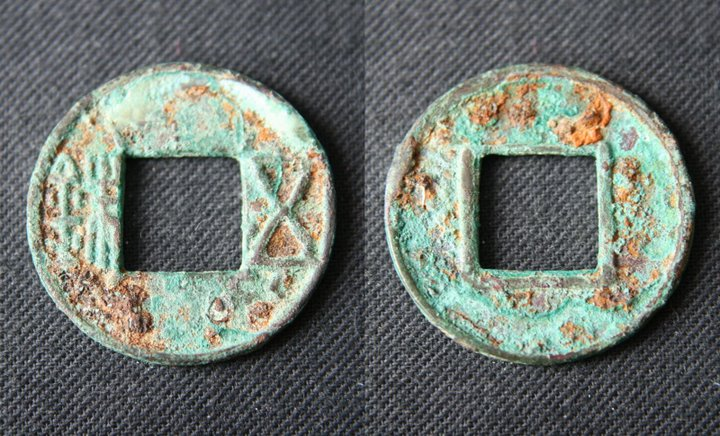
Một đồng ngũ thù (五銖) lưu hành thời Hán Vũ Đế (141–87 TCN), đường kính 25,5 mm

Vào năm 119 TCN, triều đình phát hành đồng ngũ thù (五銖) nặng 3,2 g (0,11 oz); đồng xu vẫn là tiền tệ tiêu chuẩn ở Trung Quốc cho đến thời nhà Đường (618–907 CN). Dưới thời nhà Tân (9–23 CN) của Vương Mãng (45 TCN – 23 CN), chính phủ đưa ra một số mệnh giá mới vào những năm 7, 9, 10 và 14 CN. Các đơn vị mới này (bao gồm tiền dao bằng đồng, vàng, bạc, và các loại làm từ mai rùa, vỏ ốc) thường có giá thị trường không tương xứng với trọng lượng của chúng và làm mất giá trị đồng tiền. Tiếp sau sự sụp đổ của nhà Tân, Mã Viện xúi giục Hán Quang Vũ Đế giới thiệu lại đồng ngũ thù. Vì đồng tiền do các quận phát hành thường có chất lượng kém và khối lượng nhẹ, chính quyền trung ương đã đóng cửa tất cả các xưởng đúc cấp quận vào năm 113 TCN và ủy thác cho Thủy Hành Đô Úy độc quyền đúc tiền. Mặc dù vấn đề tiền đúc của chính phủ trung ương đã được giao cho Đại Tư Nông (một trong những Cửu khanh của chính phủ trung ương) vào thời kỳ đầu Đông Hán, việc đúc tiền độc quyền vẫn tồn tại.

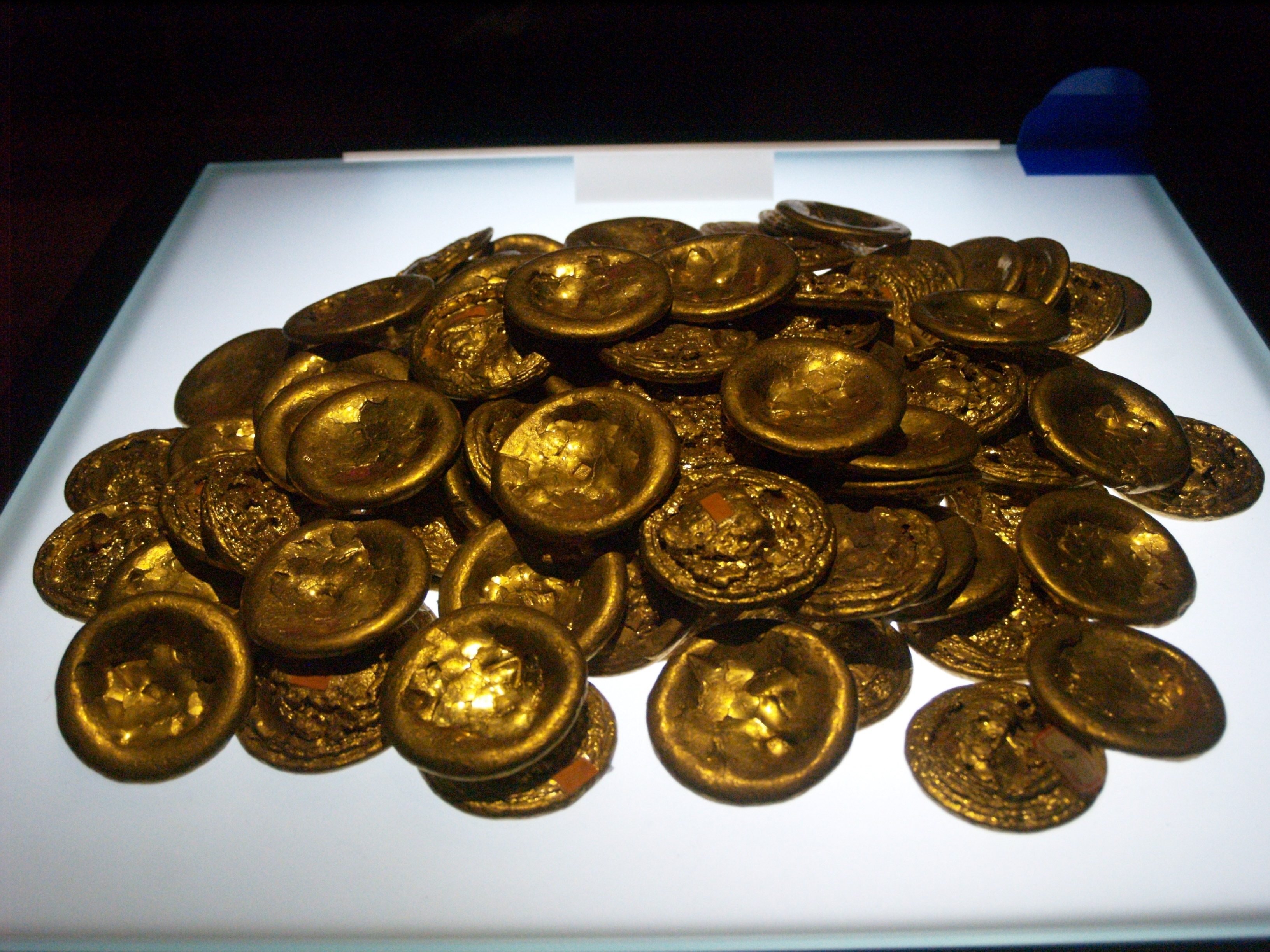
Đĩa vàng nhà Tây Hán (202 TCN - 9 CN), Bảo tàng Lịch sử Thiểm Tây; khai quật từ làng Dongshilipu, Tanjia town, Vị Ương, thành phố Tây An, Thiểm Tây; bao gồm 219 đĩa, mỗi cái nặng 227.6-254.4g. Hầu hết chúng đều có chữ và hoa văn. Chúng không được lưu hành như tiền trao đổi, mà chủ yếu được dùng để tặng thưởng.

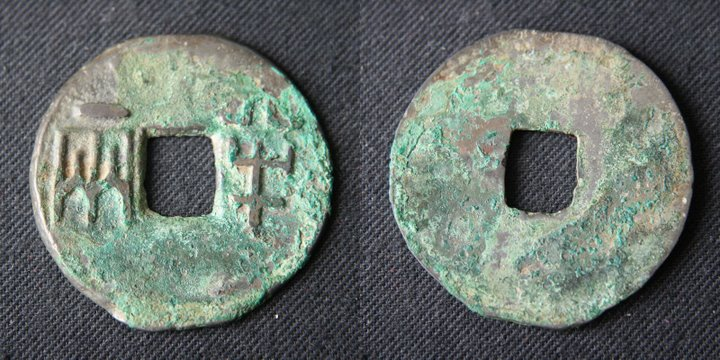
Xu ban hành đời Lã Hậu (187–180 TCN), đường kính 34 mm
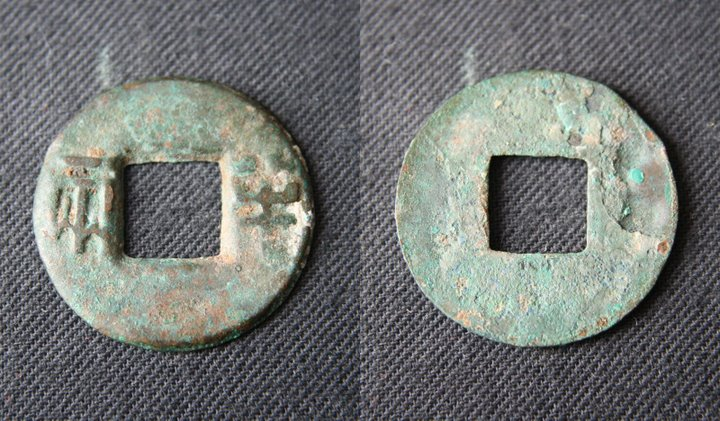
Xu ban hành đời Hán Văn Đế (180–157 TCN), đường kính 24 mm
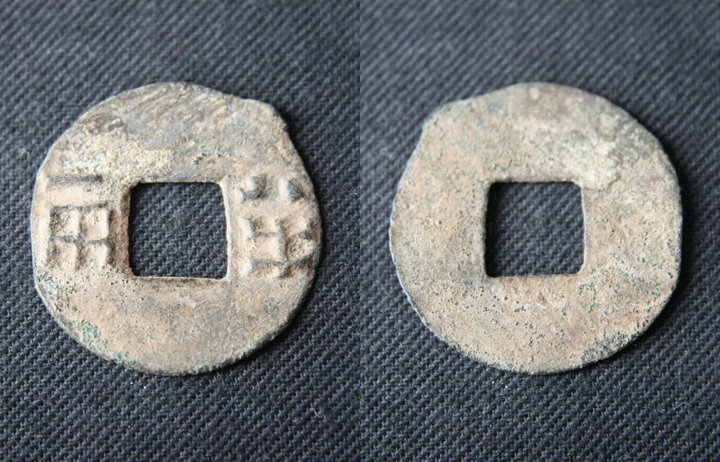
Đồng xu đời Hán Vũ Đế (141–87 TCN), đúc từ chì và lưu hành trước khi độc quyền triều đình được ban hành; đường kính từ 22 đến 23 mm.
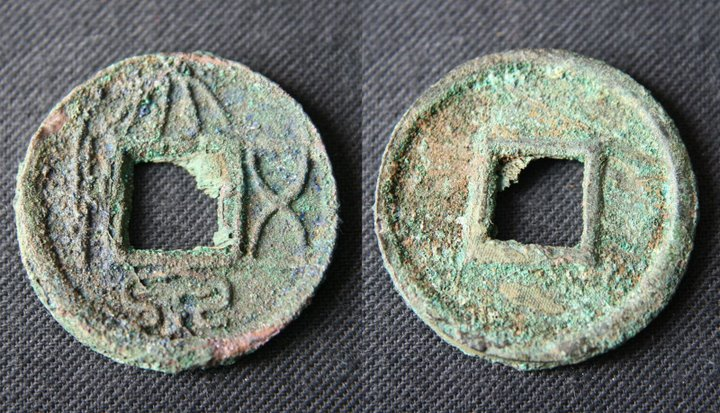
Xu ban hành thời nhà Tân (6–9 CN), đường kính 28 mm
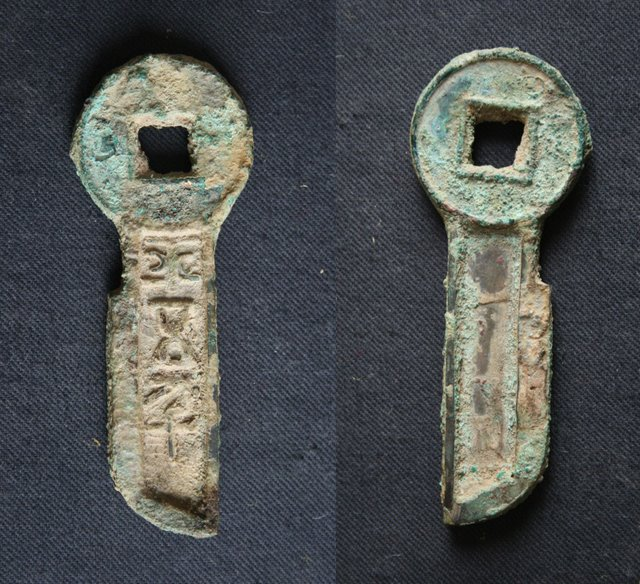
Một đồng xu hình con dao thời Vương Mãng (9–23 CN)
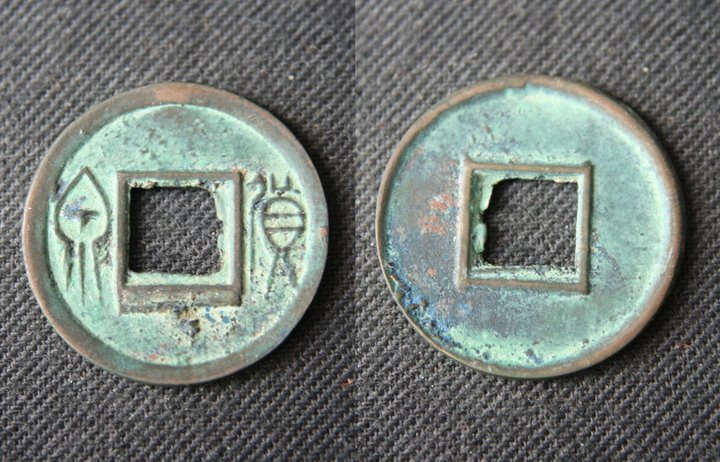
Xu ban hành đời Vương Mãng (9–23 CN), đường kính 20 mm

### Lưu thông và tiền lương
Thương nhân và nông dân phải trả thuế tài sản và thuế khoán bằng tiền xu, riêng thuế đất thì trả bằng một phần mùa vụ. Nông dân thu nhập tiền xu bằng cách đi làm thuê cho địa chủ, với các công việc như ủ bia hoặc bán nông sản, đồ gốm tự chế ngoài chợ.
Từ năm 118 TCN - năm 5 CN, nhà Hán đúc được hơn 28.000.000.000 đồng xu, với mức xu đúc trung bình hàng năm là 220.000.000 (hoặc 220.000 chuỗi 1.000 xu). So với thời Thiên Bảo (天寶) (742–755 CN), nhà Đường đúc 327.000.000 xu mỗi năm; và nhà Tống (960–1279) đúc tổng cộng 3.000.000.000 xu vào năm 1045 CN và 5.860.000.000 xu vào năm 1080 CN. Tiền xu trở thành thước đo sự giàu sang thời Đông Hán vì tiền lương bấy giờ chỉ được trả bằng xu. Đệ Ngũ Luân (第五倫) (40–85 CN), quận ủy Thục (nay là Tứ Xuyên), mô tả sự giàu có của các quan chức cấp dưới của ông không phải về mặt đất đai, mà về mặt tiền tệ có tổng trị giá khoảng 10.000.000 xu. Các giao dịch thương mại dùng đến hàng trăm nghìn đồng tiền cũng khá phổ biến.
Angus Maddison ước tính tổng sản phẩm quốc nội bình quân đầu người thời Hán tương đương 450 đô-la Mỹ (theo trị giá năm 1990), một khoản tiền rất lớn và không thay đổi đáng kể cho đến đầu thời nhà Tống vào cuối thế kỷ thứ 10. Nhà Trung Hoa học Joseph Needham bất đồng với con số này, cho rằng GDP bình quân đầu người của Trung Quốc vượt hơn hẳn châu Âu từ thế kỷ thứ 5 TCN trở đi, khẳng định Trung Quốc lúc đó thịnh vượng hơn cả Đế quốc La Mã đồng đại. Sự lưu thông rộng rãi của tiền xu khiến cho giới thương nhân rất giàu có, sau này họ dùng khoản tiền đó đầu tư vào đất đai và trở thành những địa chủ thịnh vượng. Nghịch lý thay, những tiến bộ trong việc lưu thông tiền xu đã khiến những tầng lớp xã hội mà triều đình đang cố gắng đàn áp thông qua các loại thuế nặng, tiền phạt, sung công và điều tiết giá thị trường trở nên ngày một mạnh hơn.

## Tô thuế, tài sản, và tầng lớp xã hội

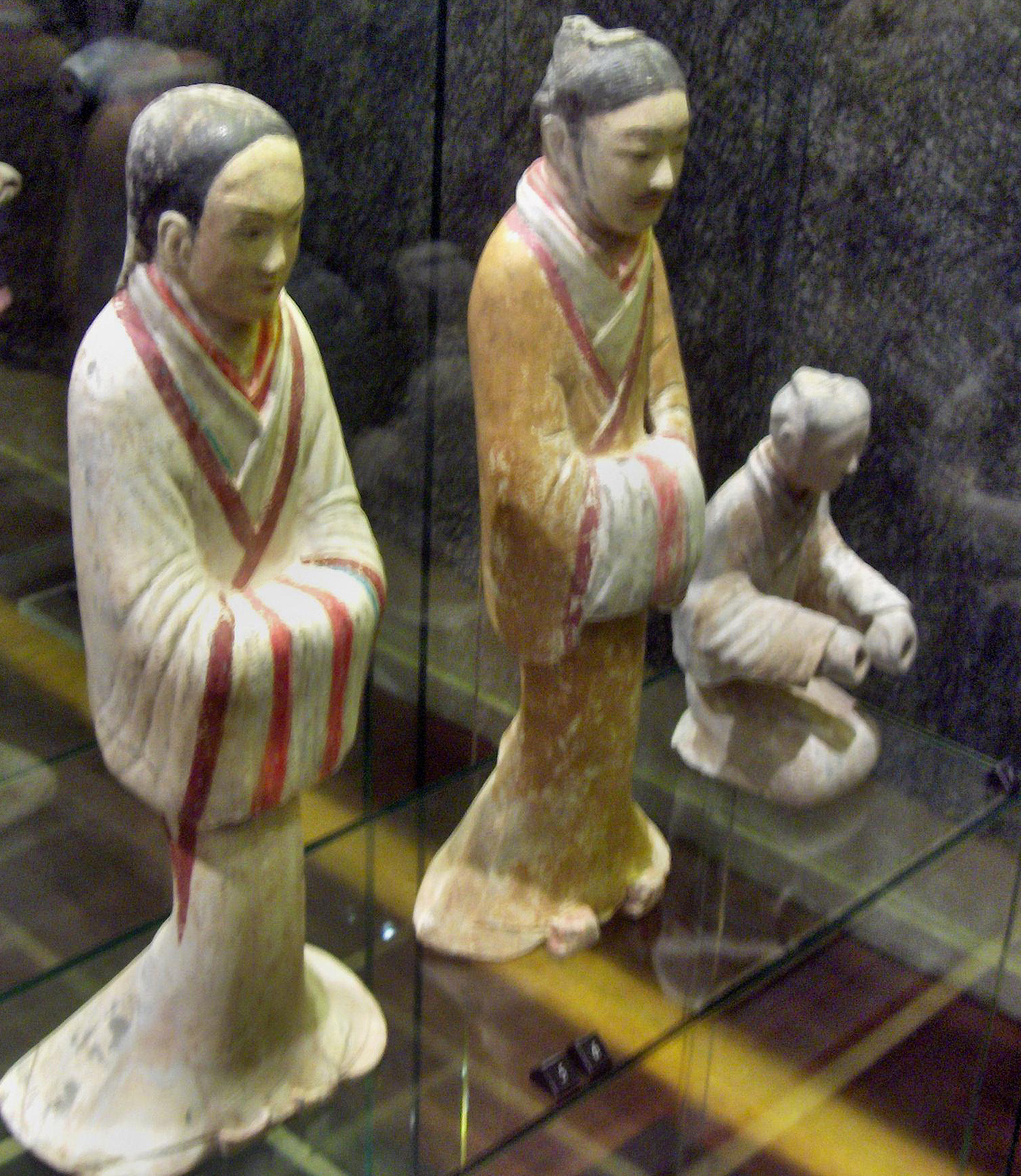
Hình nhân gốm sứ của một nô tì và nam cố vấn mặc áo lụa thời Tây Hán.

### Địa chủ và nông dân
Sau khi Thương Ưởng người nước Tần (mất năm 338 TCN) bãi bỏ tỉnh điền thiết chế (井田制度) để kiềm chế quyền lực giới quý tộc, đất đai ở Trung Quốc đã có thể được mua và bán. Các học giả thời Hán như Đổng Trọng Thư (179–104 TCN) cho rằng sự trỗi dậy của tầng lớp địa chủ giàu có bắt nguồn từ cải cách này. Cuốn Hàn Phi Tử mô tả việc sử dụng lao động làm thuê trong nông nghiệp của những chủ đất này, một nghề đã xuất hiện từ thế kỷ thứ 3 TCN hoặc có lẽ sớm hơn cả thế. Một số địa chủ sở hữu số lượng nhỏ nô lệ, nhưng hầu hết dùng nông dân thuê mướn, những người mà phải trả thuế bằng một phần thu hoạch của họ. Chiếm đa số hơn tá điền là giai cấp trung nông mưu sinh độc lập. Về sau, họ thường nợ nần và phải bán đất cho những kẻ giàu có. Quan triều đình Tiều Thố (mất năm 154 TCN) lập luận rằng nếu một hộ dân trung nông trung bình gồm năm người, họ có thể canh tác không quá 4,57 hécta và sản xuất không quá 2.000 lít (530 US gal) ngũ cốc mỗi năm. Do vậy, thiên tai và thuế suất cao sẽ khiến nhiều hộ đâm ra nợ nần, phải bán đất, nhà cửa và thậm chí là con ruột đi mà trở nên phụ thuộc vào công việc làm tá điền cho những kẻ giàu có.
Các quan chức tại triều đình của Hán Ai Đế (khoảng 7-1 TCN) đã thực hiện các cải cách giới hạn số lượng đất mà quý tộc và địa chủ có thể sở hữu hợp pháp nhưng bất thành. Khi Vương Mãng lên nắm quyền năm 9 CN, ông bãi bỏ việc thương mại bất động sản trong hệ thống Vương Điền (王田). Đây là một biến thể của hệ thống tỉnh điền thiết chế, trong đó nhà nước được phép sở hữu đất đai và đảm bảo cho nông dân các phần đất bằng nhau để canh tác. Trong vòng 3 năm sau, bất mãn từ giới địa chủ và quý tộc buộc Vương Mãng dỡ bỏ chính sách cải cách. Sau khi Hán Canh Thủy Đế (23–25 CN) và Hán Quang Vũ Đế (25–57 CN) khôi phục triều đại, hai ông đều phải dựa vào quyền lực của giới quý tộc để cũng cố địa vị. Nhiều quan chức thời này trở thành địa chủ có thế lực.

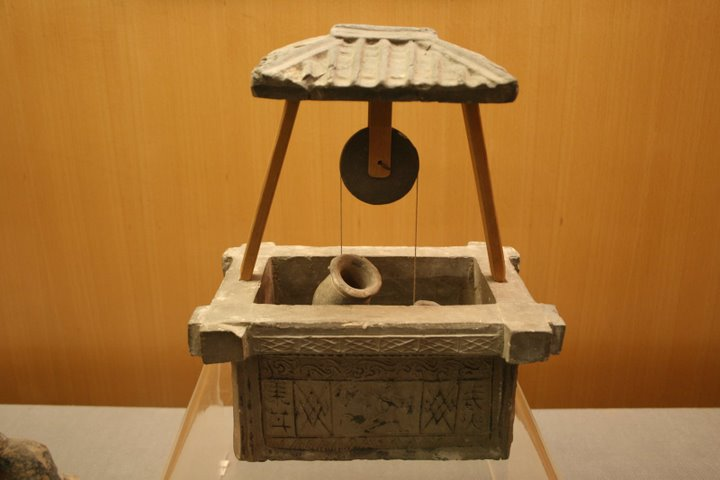
Mô hình bằng gốm thời nhà Hán của một cái giếng có mái che

Đến cuối thời Đông Hán, giai cấp nông dân phần lớn không có đất và phải đi làm thuê, khiến nhà nước mất đi nguồn thu nhập chính. Mặc dù chính quyền trung ương đời Hán Hòa Đế (88–105 CN) cho giảm thuế nếu có thiên tai và chiến tranh mà không ảnh hưởng nhiều đến ngân khố, những hoàng đế tiếp theo ít có khả năng đối phó với các cuộc khủng hoảng lớn như vậy. Triều đình sau này đành phải dựa vào các chính quyền địa phương để tiến hành các nỗ lực cứu trợ. Chính quyền trung ương không cung cấp cho chính quyền địa phương viện trợ trong đợt có nạn châu chấu và lũ sông Hoàng Hà vào năm 153 CN, khiến nhiều nông dân không có đất trở thành tá điền cho các đại địa chủ để kiếm miếng ăn. Patricia Ebrey viết rằng Đông Hán là "thời kỳ chuyển tiếp" giữa thời Tây Hán - khi giai cấp trung nông chiếm đa số - và thời kỳ Tam quốc (220–265 CN) rồi sau đó là Thập Lục Quốc (304–439 CN) - khi các gia trang lớn sử dụng lao động nông nô.
Cuộc khởi nghĩa Khăn Vàng năm 184 CN, cuộc tàn sát các hoạn quan Thập Thường Thị năm 189 CN, và các chiến dịch chống Đổng Trác năm 190 CN làm lung lay bộ máy chính quyền. Vào thời kì biến loạn này, trọng tâm quyền lực bắt đầu nghiêng về giới địa chủ và tư nhân địa phương.

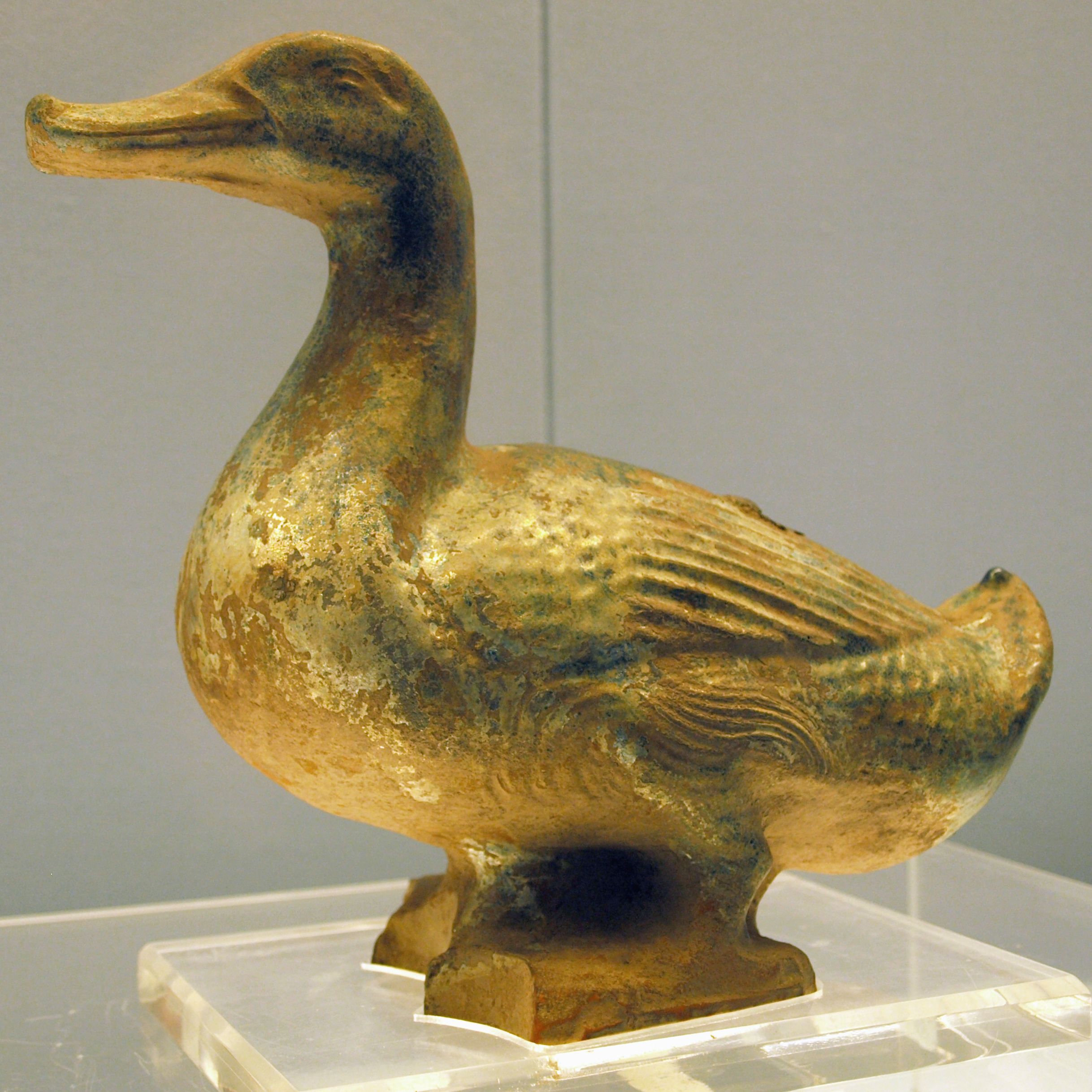
Mô hình con vịt bằng gốm lục dứu thời Đông Hán, nung trên lửa nhẹ

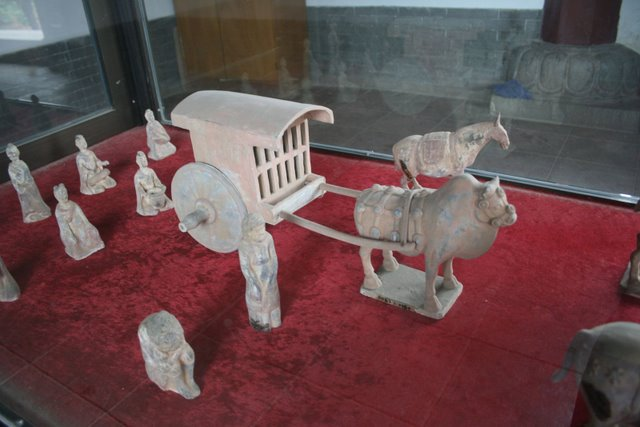
Mô hình gốm thời Đông Hán tìm thấy tại một lăng mộ ở Lạc Dương

Tể tướng nhà Hán và vua của nước Ngụy, Tào Tháo (155–220 CN) đã thực hiện nỗ lực đáng kể cuối cùng nhằm hạn chế quyền lực của giới địa chủ giàu có. Tào Tháo thành lập các đồn điền do chính quyền quản lý và thuê thường dân không có đất; để đổi lấy đất và thiết bị giá rẻ, nông dân sẽ phải nộp một phần thu hoạch của họ cho nhà nước. Vào khoảng những năm 120 TCN, Hán Vũ Đế đã cố gắng thiết lập các đồn điền ở biên giới phía tây bắc của hành lang Hà Tây mới bị chinh phục (tỉnh Cam Túc hiện nay). 600.000 người dân di cứ tới đây và canh tác trên những mảnh đất mới với hạt giống, gia súc và nông cụ của chính quyền cho vay mượn. Chiếu lệnh của nhà Hán vào năm 85 CN ra lệnh cho chính quyền các quận và các chư hầu chuyển giao nông dân không có đất cho các đồn điền của nhà nước, nơi họ sẽ được trả lương, cung cấp hạt giống để trồng trọt, cho mượn nông cụ để canh tác và được miễn trả thuế thuê trong 5 năm và thuế khoán trong 3 năm. Chiếu lệnh cũng cho phép nông dân trở về huyện bản địa của họ bất cứ lúc nào theo mong muốn. Các chính quyền Tam Quốc sau này cũng thiết lập các đồn điền theo mô hình tương tự như vậy.

### Mức sống
Các học giả khẳng định nông dân thời Hán nói chung sống ở mức vừa đủ dựa chủ yếu theo hai tài liệu từ Hán Thư. Tài liệu thứ nhất nói về Tướng quốc Lý Khôi (455-395 TCN); còn tài liệu thứ hai là một hồi ký được viết bởi Triều Thố (200-154 TCN). Cả hai nhân vật đều xuất hiện trong Hán Thư Quyển 24, Thực hóa chí (食貨志). Lý Khôi và Triều Thố đều nhấn mạnh đến sự bấp bênh cực độ của đời sống nông nghiệp Hán, một quan điểm được tóm tắt lại bởi Hứa Trác Vân, bình rằng nông dân Hán và tiền Hán chỉ có "một khoản tương đối nhỏ còn lại để chi tiêu cho các việc khác": "Ghi chép về khoản thu nhập và chi tiêu của một nông trang nhỏ thời kỳ tiền-Tần Triều trích dẫn từ Hán Thư thâm hụt khoảng 10% mỗi năm, giả sử đó là trong năm cây trồng cho sản lượng thấp... Vào thời [Triều Thố], tình hình ít nhiều vẫn như cũ."
Theo Hans Bielenstein, mức đủ sống từ lúa gạo có thể được tính toán từ Hán Thư: "một hộ gia đình gồm một cụ già, một đàn ông, một phụ nữ, một đứa lớn và một đứa nhỏ hàng năm tiêu thụ 127 hộc thóc. Tức là khoảng 10.5 hộc thóc một tháng." (Theo Swann, một hộc 斛 tương đương 0,565 giạ Mỹ, tức khoảng 5 gallon hoặc 20 lít). Hsu cho rằng mức đủ sống hàng năm là 140 hộc. Bielenstein khảo cứu các bảng liệt kê mức lương quan chức một nửa bằng tiền xu và một nửa bằng thóc đưa ra trong hai tài liệu Hán Thư và Hậu Hán Thư, rồi suy ra được mối liên hệ giữa xu và hộc: "mức trung bình có thể chấp nhận được là từ 70 đến 80 xu thời Tiền Hán và 100 xu thời Hậu Hán." Dựa trên chuyển đổi này, giá trị của thóc trong mức đủ sống là khoảng từ 8.890 đến 14.000 xu mỗi năm dưới triều Hán.
Chúng ta cũng có thể ước tính lượng đất cần thiết để sản xuất số lượng thóc này. Wolfram Eberhard đã "ước tính sản lượng trung bình trong khoảng 1,0 đến 1,5 shih mỗi mẫu", dù Hsu lưu ý rằng, "Sản lượng cao có thể đạt tới mức 6,4 hộc mỗi mẫu." Swann cho rằng 1 thạch 石 (bà ước lượng nó vào khoảng 64 lbs. 8,8 oz.") tương đương 1 đến 2 hộc, tùy thuộc vào loại thóc. Dựa trên ước tính của Eberhard và chuyển đổi của Swann giữa đơn vị thạch và hộc, một nông dân sẽ cần từ 85 đến 254 mẫu để sản xuất ra 127 hộc thóc mà Eberhard cho rằng là tối thiểu để một gia đình năm người đủ sống. Các học giả khác đưa ra những con số khác nhau. Hsu khẳng định 50 mẫu (khoảng 5,7 mẫu Anh) mới là "diện tích cần thiết để đủ sống", trong khi Vương Trọng Thù tính toán rằng chỉ cần "trung bình 24,6 mẫu một hộ gia đình, hoặc chưa tới 6 mẫu mỗi người (với mỗi mẫu tương đương tầm 456 mét vuông)." Cả Lý Khôi và Triều Thố đều khẳng định 100 mẫu là diện tích đất cần thiết để hỗ trợ một hộ dân, dù rằng chữ mẫu có nghĩa khác nhau ở thời Lý Khôi và Triều Thố.

### Cải cách thuế
Bởi các hộ gia đình trung nông đại diện cho phần đông người đóng thuế, triều đình đã ra sức bảo hộ tầng lớp này và hạn chế quyền lực của giới địa chủ-thương nhân giàu có. Triều đình chủ trương giảm thuế những lúc mùa vụ kém và cung cấp viện trợ nếu có thiên tai. Chính sách miễn giảm thuế và cho vay giống cây trồng khuyến khích nông dân trở về đất cũ của họ. Chiếu lệnh năm 94 CN của triều đình miễn thuế trong thời hạn 1 năm cho những nông dân bị di dời, với điều kiện họ phải quay về đất cũ. Thuế đất đối với sản xuất nông nghiệp giảm từ 1/10 sản lượng xuống còn 1/30 vào năm 168 TCN, thậm chí được bãi bỏ hoàn toàn vào năm 167 TCN. Thuế đất một lần nữa được khôi phục vào năm 156 TCN với tỷ lệ 1/30. Đầu thời Đông Hán, thuế đất tương đương 1/10 sản lượng; sau khi Vương Mãng mất, lại cắt xuống chỉ còn 1/30 sản lượng vào năm 30 CN.
Đến cuối triều Hán, thuế đất giảm xuống chỉ còn 1%, bổ chính bằng thuế thân và thuế tài sản. Thuế thân hằng năm là 120 xu đối với người trưởng thành, 240 xu đối với thương nhân và 20 xu đối với trẻ vị thành niên từ 3 đến 14 tuổi. Độ tuổi thấp nhất chịu thuế tăng lên thành 7 từ đời Hán Nguyên Đế (48–33 TCN) trở đi. Charles Hucker cho rằng các cuộc điều tra dân số địa phương thời Hán bị sai lệch một cách có chủ ý và rất phổ biến, nhằm trốn tránh nghĩa vụ nộp thuế lên chính quyền trung ương.

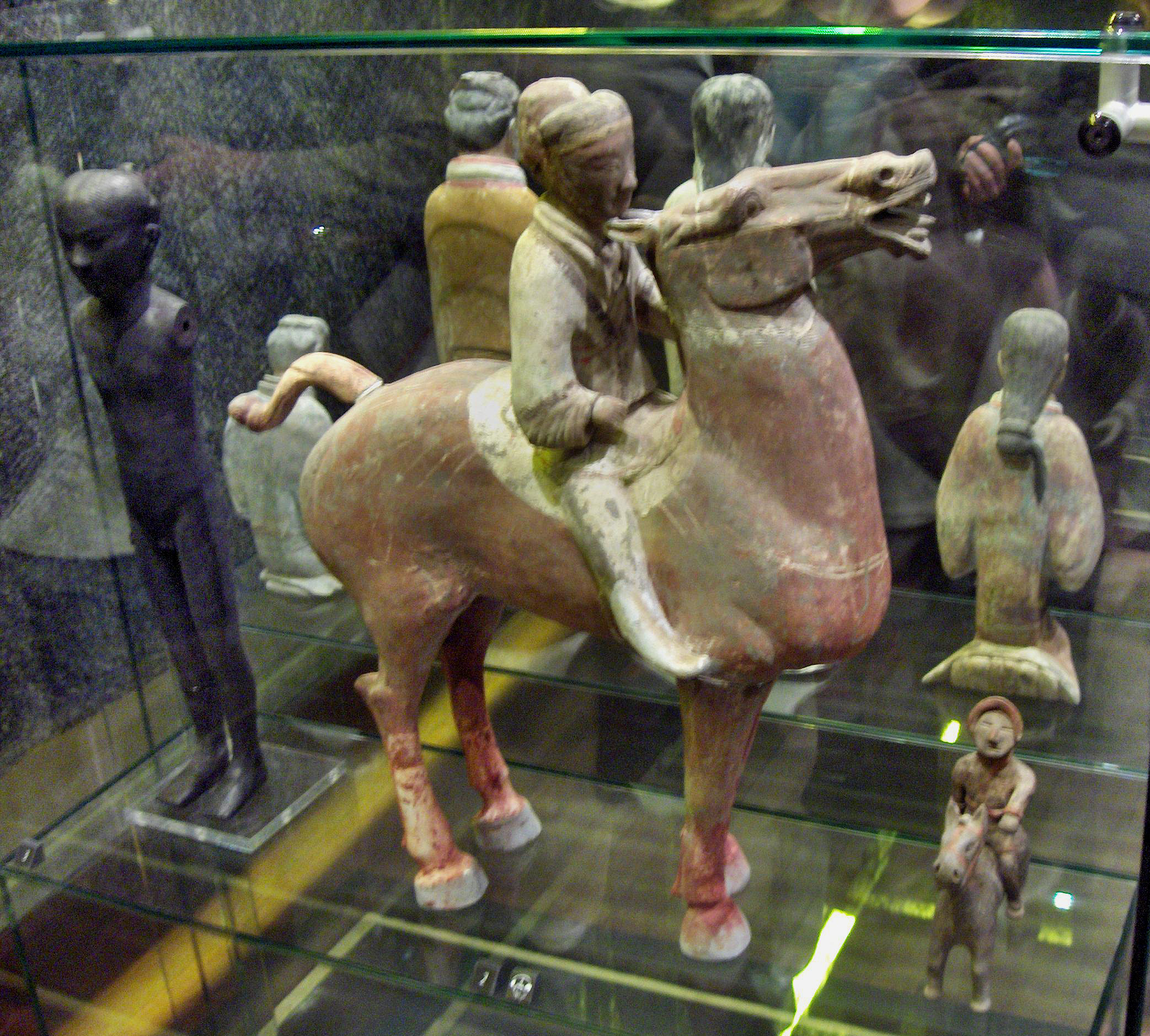
Mô hình kỵ binh bằng gốm thời Tây Hán, thế kỷ 2 TCN

Mặc dù cần thêm ngân khố để tài trợ chiến tranh Hán-Hung Nô, triều đình của Hán Vũ Đế (141–87 TCN) đánh thuế rất nhẹ đối với lớp trung nông. Thay vào đó, triều đính đánh thuế nặng hơn đối với thương nhân, tịch thu đất đai của quý tộc, và thiết lập độc quyền nhà nước đối với ngành đúc tiền, luyện sắt và muối. Các loại thuế mới được giới thiệu và áp đặt lên tàu thuyền, xe đẩy, xe ngựa, cửa hàng và nhiều loại tài sản khác. Vào năm 119 TCN, thuế tài sản đánh vào thương nhân tăng từ 120 xu cho mỗi 10.000 xu tài sản hiện sở hữu thành 120 xu cho mỗi 2.000 xu tài sản hiện sở hữu. Ta chưa hiểu rõ thuế hàng hóa thời Hán, ngoại trừ thuế rượu. Sau khi độc quyền về rượu của triều đình bị bãi bỏ năm 81 TCN, các thương nhân rượu phải gánh thuế tài sản 2 xu cho mỗi 0,2 lít (0,05 US gal) rượu.
Đặng thái hậu (nhiếp chính từ năm 105–121) mua quan bán chức nhằm tăng ngân sách trong thời kỳ thiên tai và các cuộc nổi loạn lan rộng của người Khương ở miền tây Trung Quốc. Vấn nạn này càng trở nên thối nát đời Hán Linh Đế (168–189 CN), các vị trí cao hàng đầu thường được bán cho người trả giá cao nhất thay vì những cử nhân từ kì thi khoa cử hay Thái Học.

### Quân dịch

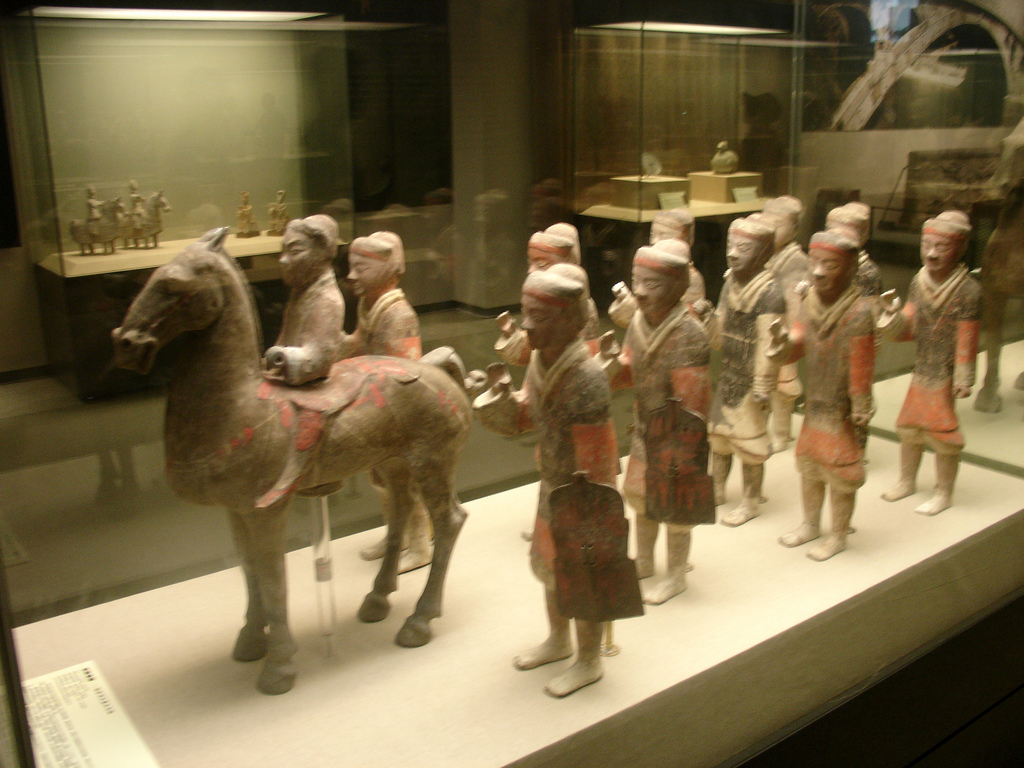
Tượng kỵ binh và bộ binh bằng gốm sơn màu thời Tây Hán

Hai hình thức quân dịch tồn tại dưới thời Hán: đó là Canh Tốt (更卒) và Chánh Tốt (正卒). Mọi nông dân trong độ tuổi từ 15 đến 56 bắt buộc phải tòng quân một tháng hàng năm, thường được huy động để xây cất công trình do nhà nước khởi xướng.
Ở tuổi 23, tất cả nông dân nam được tuyển mộ vào một trong ba binh chủng: bộ binh, kỵ binh hoặc thủy binh. Sau một năm huấn luyện, họ sẽ được cử tới các tiền đồn nơi biên cương hoặc phục vụ tại kinh đô. Sau đợt này, họ vẫn có thể bị cử đi cho đến năm 56 tuổi. Lính không chuyên nghiệp tạo nên Nam Quân (南軍), còn Bắc Quân (北軍) là một đội quân thường trực gồm các binh sĩ tinh nhuệ được trả lương.
Thời Đông Hán, nông dân có thể tránh việc tòng quân hàng năm bằng cách trả thuế Canh Phú (更賦). Điều này là do chính quyền thời Đông Hán sử dụng lao động trả lương. Vì chính phủ Đông Hán ủng hộ việc tuyển dụng tình nguyện viên quân sự, binh chế bắt buộc của nông dân nam tuổi 23 có thể tránh được bằng cách trả thuế.

### Thương gia

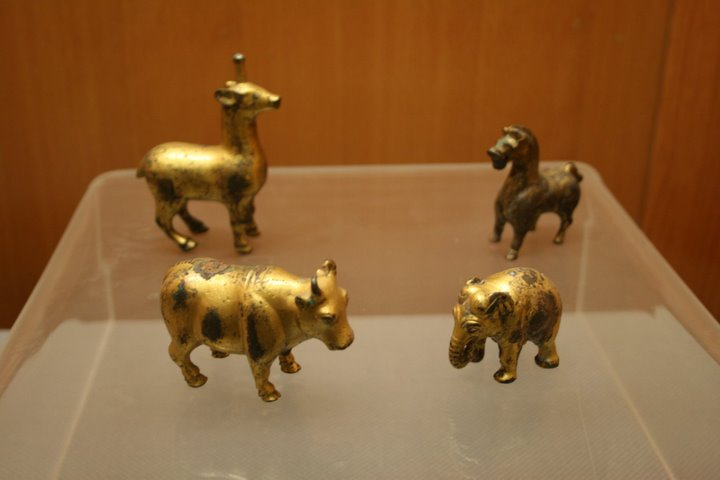
Tượng của ngựa, voi, bò, và kỳ lân bằng đồng thếp vàng thời Hán

Có hai loại thương nhân người Hán: những kẻ buôn bán tại chợ thành thị và những kẻ buôn bán lưu động giữa các đô thị hoặc sang hẳn ngoại bang. Các chủ tiệm nhỏ tại các đô thị phải đăng ký trước với chính quyền và phải đóng thuế thương mại rất nặng. Tuy vậy, chiếu lệnh năm 94 CN của triều đình thiên vị nông dân túng quẫn, phải đi bán hàng rong được miễn thuế.
Các thương nhân lưu động thường rất giàu có và không vướng phải các thủ tục trên. Họ có mối thương mại rất rộng với các gia tộc và quan chức quyền lực. Nishijima nhận xét rằng hầu hết tiểu sử của "những người đàn ông giàu có" trong Sử ký Tư Mã Thiên và Hán Thư đều kể về những thương nhân dạng này.
Trái ngược hẳn với đó, các thương nhân đã đăng ký bán hàng ở chợ có địa vị xã hội thấp hơn và thường bị hạn chế bổ sung. Hán Cao Tổ đánh thuế nặng hơn đối với họ, cấm thương nhân mặc lụa và cấm không cho con cháu của giai cấp này tham gia công vụ. Chiếu dụ mới này rất khó để thực thi. Hán Vũ Đế còn đánh thuế cả thương nhân đã đăng ký lẫn không đăng ký. Các thương nhân đã đăng ký không được phép sở hữu đất đai, nếu vi phạm, đất đai và nô lệ sẽ bị tịch thu. Tuy nhiên, vấn đề ở chỗ, chính những thương nhân giàu có không đăng ký mới sở hữu những vùng đất rộng lớn. Vũ Đế kiềm chế ảnh hưởng của giới thương nhân bằng cách công khai cạnh tranh trên thị trường với các cửa hàng do triều đình quản lý.

## Thủ công nghiệp và nghề do triều đình kiểm soát

### Sản xuất tư nhân và độc quyền triều đình

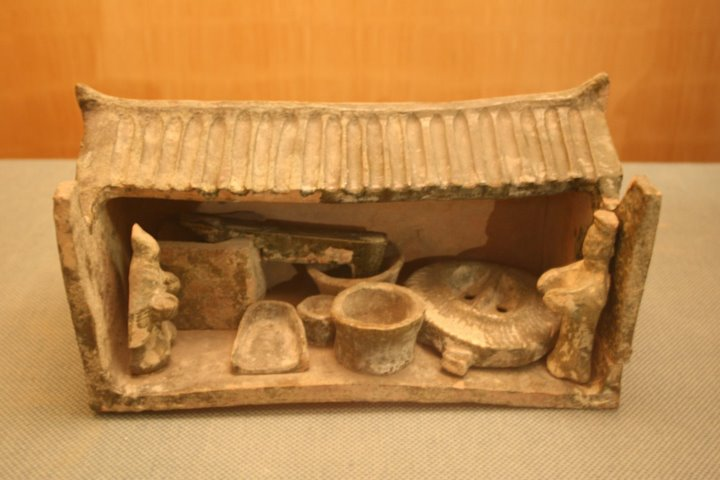
Mô hình bằng gốm của một xưởng xay gạo trong một ngôi mộ Hán

#### Sắt và muối
Đầu thời Hán, các doanh nghiệp muối và sắt tư nhân của Trung Quốc được sở hữu bởi các thương nhân và các vương chư hầu giàu có. Lợi nhuận từ đây cạnh tranh với của triều đình. Một doanh nghiệp như vậy có thể thuê mướn hàng ngàn nông dân, khiến việc đồng áng bị bỏ bê và làm thâm hụt tô thuế mà triều đình thu được. Để hạn chế quyền lực của giới thương nhân, Vũ Đế ra lệnh quốc hữu hóa muối và sắt vào năm 117 TCN.
Triều đình Hán thiết lập thêm độc quyền về rượu vào năm 98 TCN; bị bãi bỏ vào năm 81 TCN nhằm giảm sự can thiệp của nhà nước vào nền kinh tế tư nhân.
Nội bộ triều đình Hán bị chia thành hai phe: Phái Cải cách ủng hộ việc tư nhân hóa, chống lại Phái Đổi mới, vốn đã thâu tóm chính trị dưới triều đại của Vũ Đế và phiên nhiếp chính sau đó của Hoắc Quang (mất năm 68 TCN). Phái Đổi mới chỉ ra rằng các độc quyền này đã cung cấp nguồn nguyên liệu dồi dào, điều kiện làm việc tốt và sắt chất lượng cao cho đất nước; Các nhà Cải cách phản bác rằng các xưởng sắt thuộc sở hữu của triều đình sản xuất nhiều về số lượng nhưng lại thiếu về chất lượng, chỉ để đáp ứng hạn ngạch và giá thành thì quá đắt đỏ cho thường dân. Vào năm 44 TCN, phái Cải cách bãi bỏ cả hai độc quyền muối và sắt, nhưng phải phục hồi vào năm 41 TCN vì sự đóng cửa đột ngột gây sụt giảm ngân khố và gián đoạn nền kinh tế tư nhân.
Thời Vương Mãng vẫn bảo tồn các độc quyền trước. Tới thời Đông Hán, một lần nữa lại bị bãi bỏ, thủ công nghiệp lại thuộc sở hữu của các chính quyền quận bộ và doanh nghiệp tư nhân. Hán Chương Đế (75–88 CN) lại ra lệnh độc quyền muối và sắt từ năm 85-88 CN, nhưng gần cuối đời thì dỡ bỏ; cũng là lần cuối cùng có sự quốc hóa về sắt và muối như vậy.

#### Thóc

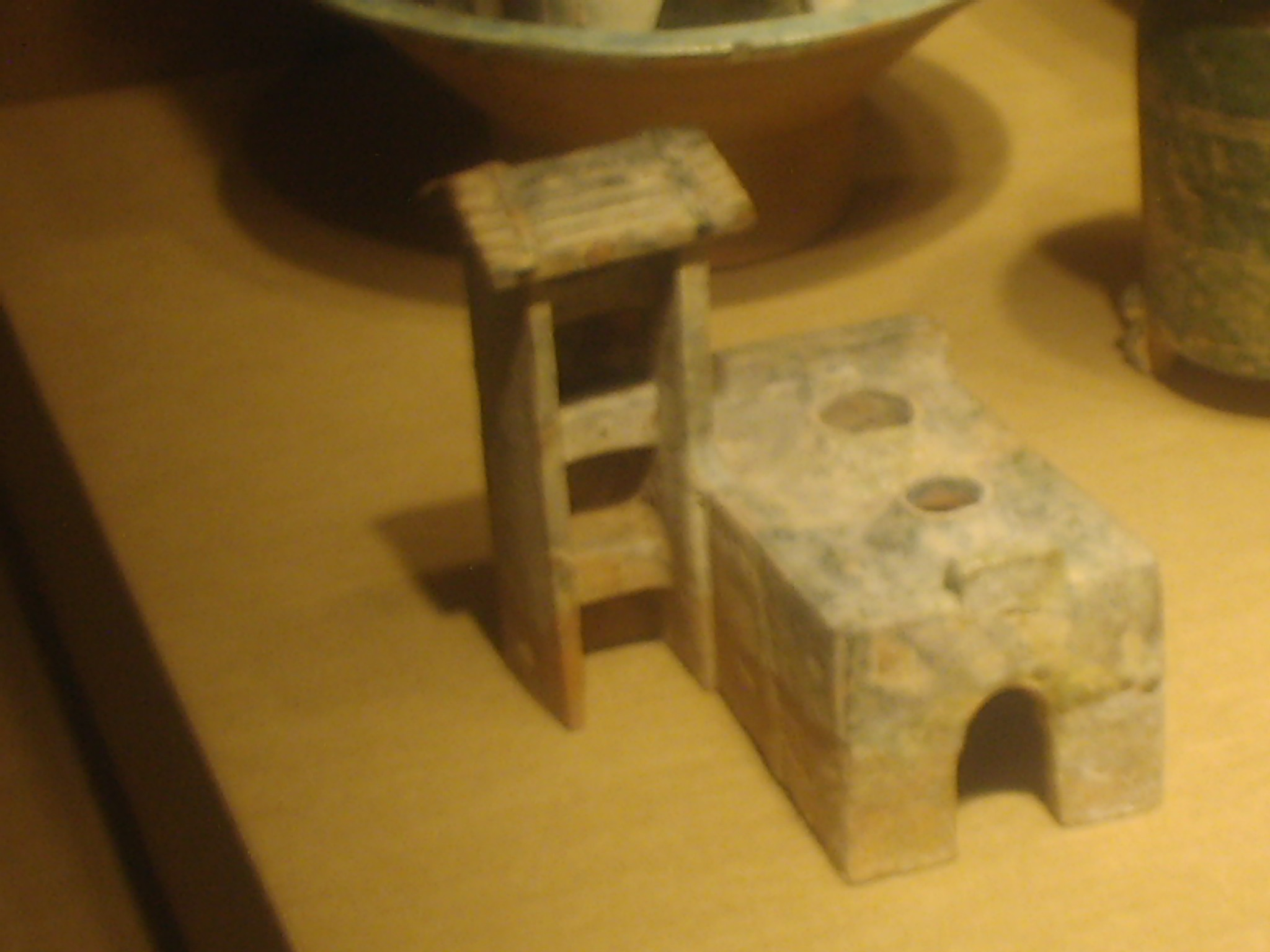
Mô hình gốm tráng men của một cái lò thời Đông Hán

Buôn bán thóc tư nhân rất có hời thời Tây Hán. Vũ Đế đã can thiệp vào việc buôn bán này bằng phương án trữ hàng đệm vào năm 110 TCN. Triều đình mua thóc khi nó còn dồi dào và rẻ tiền, vận chuyển thóc đến kho để lưu trữ hoặc đến các khu vực khan hiếm thóc. Hệ thống này được dự định để loại bỏ đầu cơ thóc, để đưa ra một mức giá tiêu chuẩn và tăng thu nhập của nhà nước. Hệ thống này được thiết kế bởi công chức Tang Hoằng Dương (khoảng năm 80 TCN) từng là một thương gia. Hoằng Dương bị giới thương nhân chỉ trích vì đặt các quan chức chính phủ trong các quầy hàng ở chợ. Hệ thống cung cấp này bị dỡ bỏ thời Đông Hán, mặc dù đã được Hán Minh Đế (57–75) giới thiệu lại trong một thời gian ngắn. Minh Đế cũng bãi bỏ hệ thống này vào năm 68 CN, khi ông cho rằng việc tồn kho thóc của chính phủ làm tăng giá gạo và địa chủ giàu trở nên giàu hơn.
Ebrey lập luận rằng mặc dù hầu hết các chính sách tài khóa của Vũ Đế bị bãi bỏ thời Đông Hán, thiệt hại của chúng đối với tầng lớp thương gia và các chính sách laissez-faire sau đó của Đông Hán đã cho phép các địa chủ giàu có thống trị xã hội, đảm bảo rằng nền kinh tế của Trung Quốc sẽ vẫn vững chắc dựa trên nền tảng nông nghiệp trong nhiều thế kỷ. Chính quyền trung ương Đông Hán đã mất một nguồn thu quan trọng do từ bỏ các ngành công nghiệp muối và sắt và phải mua kiếm và khiên cho quân đội từ các nhà sản xuất tư nhân. Tuy nhiên, tổn thất doanh thu này thường được bù đắp bằng tô thuế cao hơn đánh vào thương nhân.

### Xưởng sản xuất của triều đình

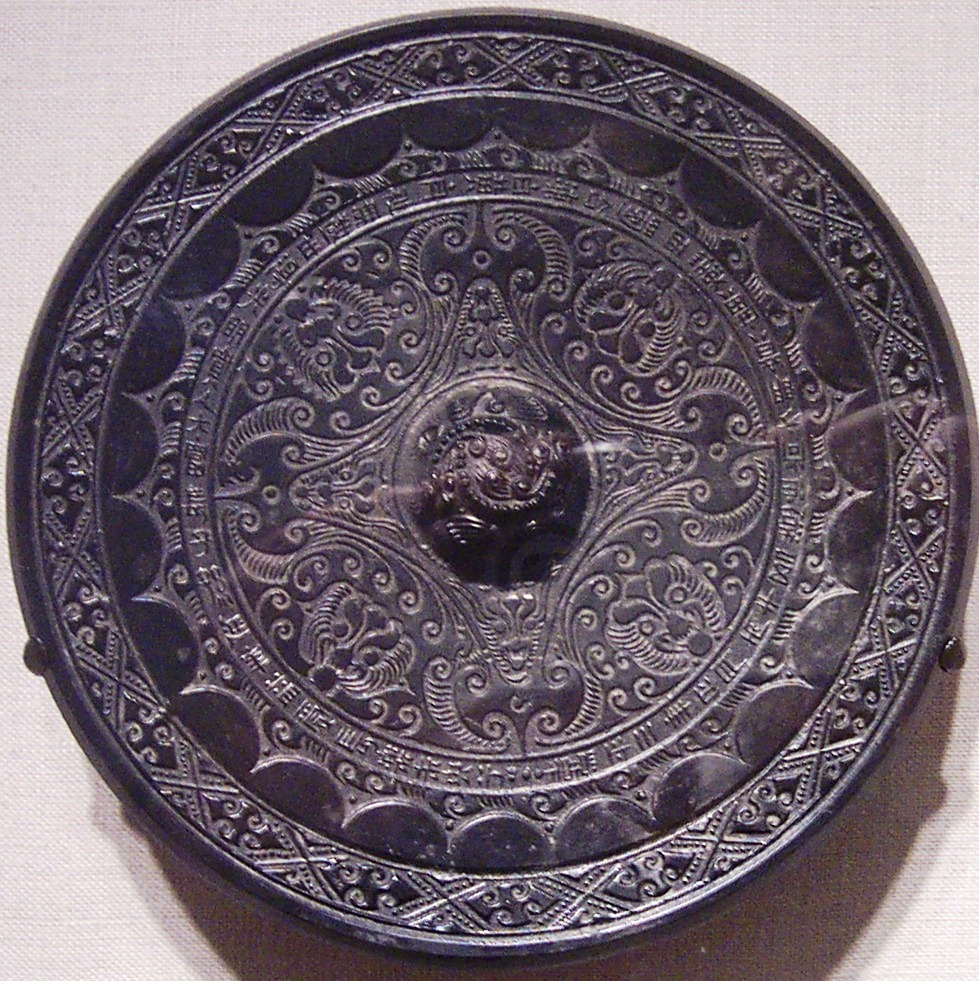
Mặt sau được trang trí của một chiếc gương đồng thời Đông Hán; có khắc ngày sản xuất (174 CN)

Các xưởng của nhà Hán sản xuất các đồ tiện dụng, sang trọng và thậm chí là mang tính nghệ thuật, như các bức tượng gốm và gạch tô điểm cho các bức tường của các ngôi mộ dưới lòng đất. Các xưởng này được điều hành bởi Thiếu Phủ (少府), chịu trách nhiệm giám sát ngân khố và khoản tài chính riêng của hoàng đế.
Thượng Phương (尚方), cơ quan trực thuộc Thiếu Phủ, chịu trách nhiệm sản xuất vũ khí, gương đồng, đồ gốm sứ và nhiều loại hàng hóa khác. Khảo Công (考工), cơ quan cũng trực thuộc Thiếu Phủ, chịu trách nhiệm sản xuất vũ khí, áo giáp và đồ dùng rẻ tiền hơn. Hàng dệt may của hoàng tộc được sản xuất ở Đông Chí Thất (東織室) và Tây Chí Thất (西織室); Đông Thất bị đóng cửa vào năm 28 TCN, nên Tây Thất trở thành nhà dệt duy nhất.
Các xưởng cấp quận sản xuất vải lụa và vải thêu, cùng đồ xa xỉ bằng vàng bạc và vũ khí. Ở An Huy hiện đại, còn chứng tích về một xưởng đóng thuyền chiến thời Hán. Mặc dù triều đình có sử dụng lao động nô bộc, dân phu và tù nhân trong các xưởng chính phủ, thợ thủ công lành nghề cũng được thuê mướn và nhận lương công hậu hĩnh.
Đồ sơn mài Hán được sản xuất tư nhân, cũng như trong các xưởng chính phủ. Đôi khi có tới hàng trăm lao động được tuyển dụng chỉ để hoàn thành một vật phẩm xa xỉ duy nhất, chẳng hạn như một cái cốc hoặc một tấm bình phong sơn mài. Một số đồ sơn mài có khắc tên gia tộc của người sở hữu. Số khác thì khắc chức sắc của người sở hữu; dung tích của vật phẩm; thậm chí là ngày, tháng, năm sản xuất theo Nông lịch; tên của người giám sát sản xuất và tên của những thợ thủ công đã tạo ra chúng. Thậm chí một số nông cụ bằng sắt chế tạo trong thời kỳ độc quyền cũng có khắc ngày tháng được chế tạo và tên của thủ công xưởng. Thước cặp bằng đồng đời nhà Tân được sử dụng trong các phép đo phút, có khắc ghi "được chế tác vào ngày rằm tháng đầu tiên của năm Quý Dậu thời kỳ Shijian guo (Thời gian quốc?)." Chiếc thước có niên đại từ năm 9 CN. Các đồ sơn mài Hán mang ấn chương đã được các nhà khảo cổ phát hiện ở những nơi rất xa các cố đô của nhà Hán như Thanh Trấn (tỉnh Quý Châu, Trung Quốc), Bình Nhưỡng (thuộc Triều Tiên) và Noin Ula (thuộc Mông Cổ).

### Các công trình công cộng
Kiến trúc sư triều đình có trách nhiệm giám sát tất cả các dự án xây dựng của hoàng đế và các công trình công cộng, bao gồm cả việc xây dựng các cung điện và lăng mộ.
Thời Tây Hán, nông dân đi phu được tổ chức thành các nhóm gồm hơn một trăm ngàn lao động. Trong thời gian ba mươi ngày liên tiếp của mỗi năm trong 5 năm, khoảng 150.000 dân phu được huy động để xây dựng các bức tường thành khổng lồ của Trường An và hoàn thành vào năm 190 TCN. Dân phu được giao nhiệm vụ xây dựng và duy trì các đền thờ thần và tổ tiên của đấng hoàng đế. Họ cũng được cử đi duy trì hệ thống kênh tưới tiêu, thủy lợi và giao thông. Một số dự án cải tạo kênh thời Hán lớn bao gồm sửa sang Đô Giang Yển và Kênh Trịnh Quốc dựng từ đời Tần (221–206 TCN).
Mười chín bia đá kỷ niệm việc xây dựng những con đường và cây cầu mới của nhà Đông Hán còn tồn tại. Các cuộc khai quật khảo cổ tại Trường An tìm thấy các cây cầu bằng gỗ bắc qua hào nước phòng thủ và dẫn đến cổng thành. Đường sá cũng cần được sửa chữa định kỳ; vào năm 63 CN, con đường từ dãy núi Kỳ Liên Sơn qua Hán Trung (miền nam Sơn Tây hiện đại) hướng về Lạc Dương đã trải qua nhiều cuộc bảo quản lớn. Đối với dự án này, 623 cầu trụ, năm cây cầu lớn, 107 km (66 mi) đường và 64 tòa nhà mới, bao gồm nhà nghỉ và các bưu đình đã được xây dựng. Trong chiến dịch chống Hung Nô ở sa mạc Ordos vào năm 127 TCN, tướng Vệ Thanh (mất năm 106 TCN) đã cho xây một cây cầu trên sông Qua (một nhánh cũ của sông Hoàng Hà) ở Nội Mông ngày nay, để di chuyển quân đội và tiếp tế cho một cuộc tấn công quân Hung Nô phía tây bắc của quận Ngũ Nguyên hiện đại (五原县). Ebrey nhận xét:
Tất nhiên, có rất nhiều lý do để duy trì đường sá. Một chính thể thống nhất chỉ có thể được duy trì bởi một chính phủ có hệ thống điều động quan chức, quân đội hoặc sứ giả nhanh chóng nhất khi cần thiết. Một hệ thống giao thông như vậy, một khi được thiết lập, sẽ tạo thuận lợi cho thương mại. Ở cấp địa phương, các dự án cầu đường được khởi xướng vì lợi ích của các thương nhân lưu hành cũng như của các quan chức.

## Nội thương

### Hàng hóa

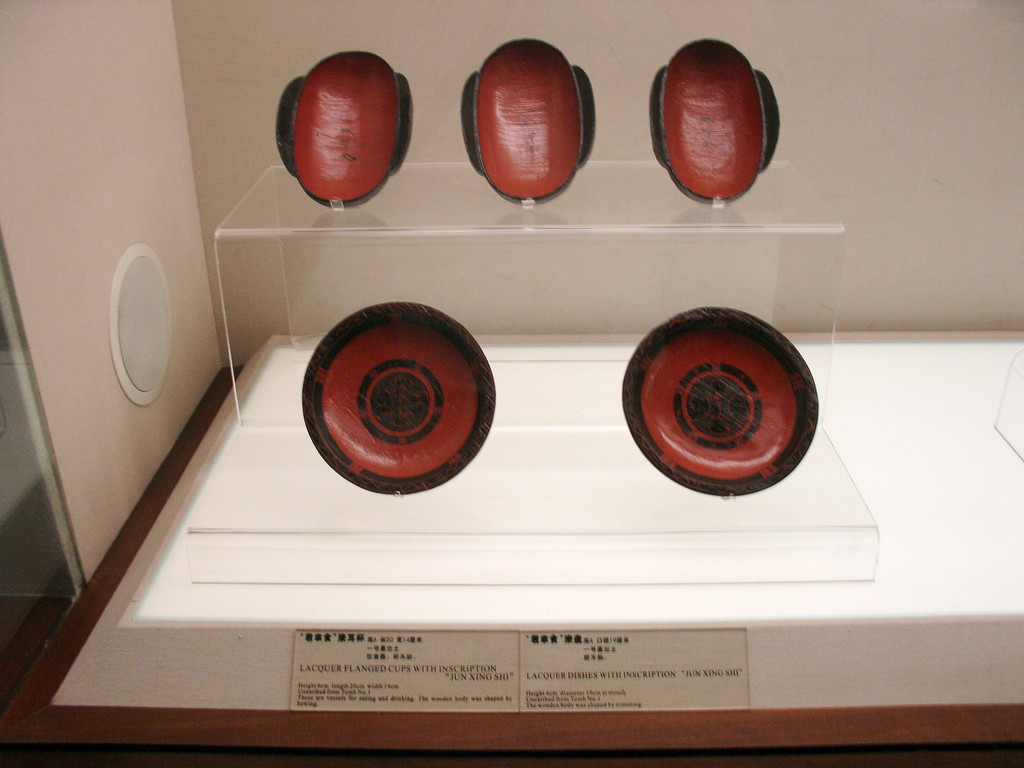
Một bộ bát đĩa màu đỏ đen được sơn mài từ ngôi mộ 1 thuộc di chỉ Mã Vương Đống, thế kỷ thứ 2 TCN đời Tây Hán

Các sử gia thời Hán như Tư Mã Thiên (145–86 TCN) và Ban Cố (32–92 CN), và các sử gia sau này như Phạm Diệp (398-445 CN), ghi chép rất chi tiết hoạt động giao dịch kinh doanh và các sản phẩm được buôn bán bởi các thương nhân Hán. Các cuộc khai quật khảo cổ đã chứng minh sự tồn tại của những sản phẩm này.
Các loại lương thực nông nghiệp thời Hán bao gồm kê vàng, kê Proso, lúa (có gạo nếp), lúa mì, lúa mạch và đậu. Các loài hoa quả khác được bày bán bao gồm cao lương, khoai môn, cẩm quỳ, mù tạt, táo tàu, lê, mận hậu, đào, mơ Á, mơ Âu và dâu rượu. Các sản phẩm từ thịt thường được tiêu thụ bao gồm: gà, vịt, ngỗng, bò, lợn, thỏ, hươu sao, cu gáy, cú, đa đa, ác là, gà lôi, sếu, và các loại cá.
Trồng dâu tằm sản xuất tơ lụa mang lại lợi nhuận rất lớn cho cả nông dân lẫn các nhà sản xuất quy mô lớn. Quần áo lụa rất đắt đỏ đối với nông dân nên họ thường mặc quần áo làm từ gai dầu. Phụ nữ nông thôn thường đan tất cả quần áo của gia đình.
Các mặt hàng bằng đồng phổ biến bao gồm các đồ gia dụng như đèn dầu, lư hương, bàn ghế, bàn là, bếp lò và hũ bình. Sắt được sử dụng để chế tạo nông cụ, chẳng hạn như lưỡi cày, cuốc, thuổng, xẻng, liềm, rìu, búa, đục, dao, cưa, bôn, cào, và đinh. Sắt cũng được sử dụng để rèn kiếm, kích, mũi tên và áo giáp cho quân đội.

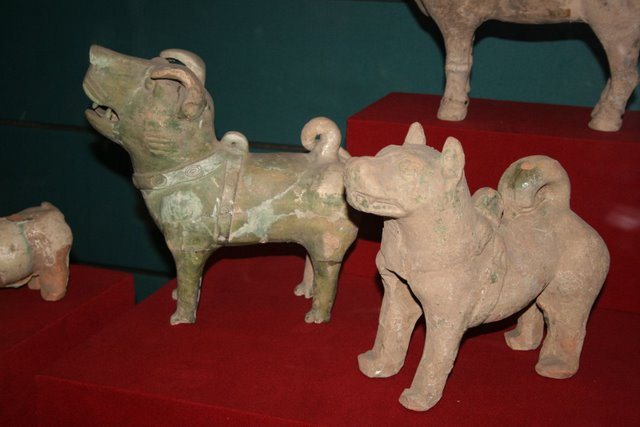
Dù chó được tiêu thụ dưới thời Hán, chúng cũng được nuôi như thú cưng; tượng hai con khuyển trang trí với vòng cổ trong một ngôi mộ thời Hán.

Các mặt hàng phổ biến khác bao gồm: hàng tiêu dùng (rượu, dưa chua và nước sốt, cừu và lợn, ngũ cốc, men, gia vị đậu, cá khô và bào ngư, chà là, hạt dẻ, rau quả), nguyên liệu thô (da động vật, gỗ thuyền, đầu tre, thuốc nhuộm, sừng, chu sa, sơn mài thô, ngọc bích, hổ phách), quần áo và chất liệu (vải lụa, vải mịn và vải thô, quần áo da chồn và da cáo, nỉ và chiếu, dép da nai), dụng cụ bếp núc (bằng đồng và đũa, bình đựng nước bạc, gỗ và sắt, đồ gốm), sản phẩm nghệ thuật (đồ sơn mài, gốm sứ), quan tài trang nhã (làm từ tử kha, dương hòe, bách xù và gỗ sơn mài), các phương tiện như xe đẩy, xe bò, và xe ngựa.
Các sử gia thời Hán còn liệt kê các sản vật địa phương cụ thể, ví dụ như sau: Sơn Tây có tre, gỗ, thóc và đá quý; Sơn Đông có cá, muối, rượu và lụa; Giang Nam có long não, dương hòe, gừng, quế, vàng, thiếc, chì, chu sa, sừng tê giác, mai rùa, ngọc trai, ngà voi và da động vật. Nhà sử học Ebrey liệt kê các vật phẩm được tìm thấy trong một ngôi mộ thế kỷ thứ 2 ở Vũ Uy, Cam Túc (dọc theo hành lang Hà Tây được bảo vệ bởi Vạn Lý Trường Thành) sau đây:
... mười bốn mảnh gốm; mô hình của ngựa, lợn, bò, gà, chuồng gà và một con vật có sừng bằng gỗ; bảy mươi đồng xu; một cái lẫy nỏ bằng đồng; một cây bút; một hộp nghiên với phần vỏ sơn mài; một cái khay và bát sơn mài ; một chiếc lược gỗ; một vật trang trí ngọc bích; một đôi dép gai dầu; một túi rơm; một mảnh biểu ngữ có chữ khắc; một cái kẹp tóc bằng tre; hai cái ống hút rơm; và một chiếc đèn bằng đá.

### Quản lý và thương mại tại gia

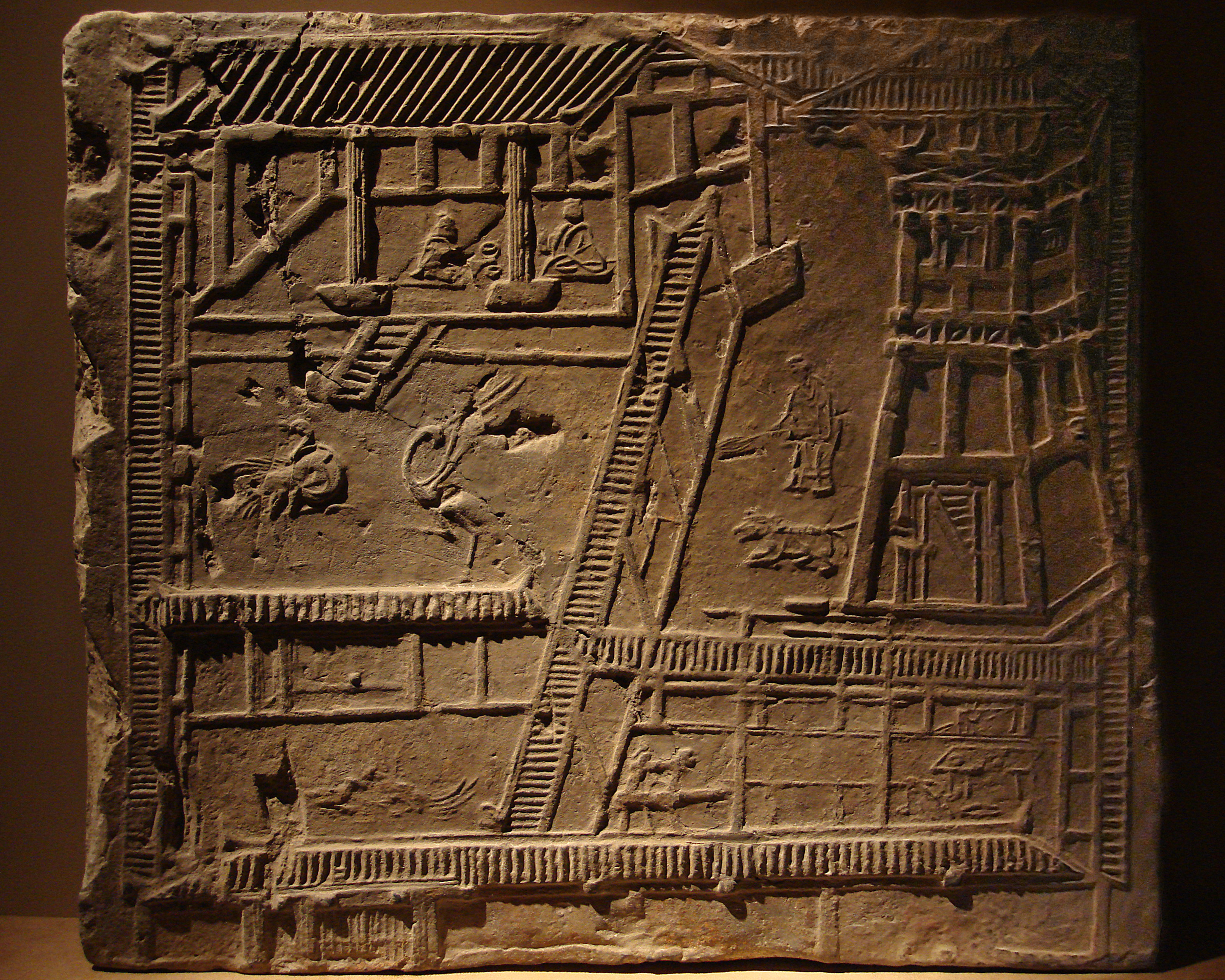
Viên gạch Đông Hán được khắc họa từ bức tường trong buồng ngôi mộ của một gia đình giàu có và quyền lực ở Thành Đô, mô tả ngôi nhà của một quan chức nhà Hán giàu sang, có ảnh hưởng; nó có một khoảng sân với tường bao quanh, khu nhà ở, phòng ngủ, hội trường, nhà bếp, giếng trời và một tháp canh. Chủ nhà và khách đang ngồi uống rượu ở sân trong, với hai con gà đang chọi nhau và hai con sếu nhảy múa ở ngoài.

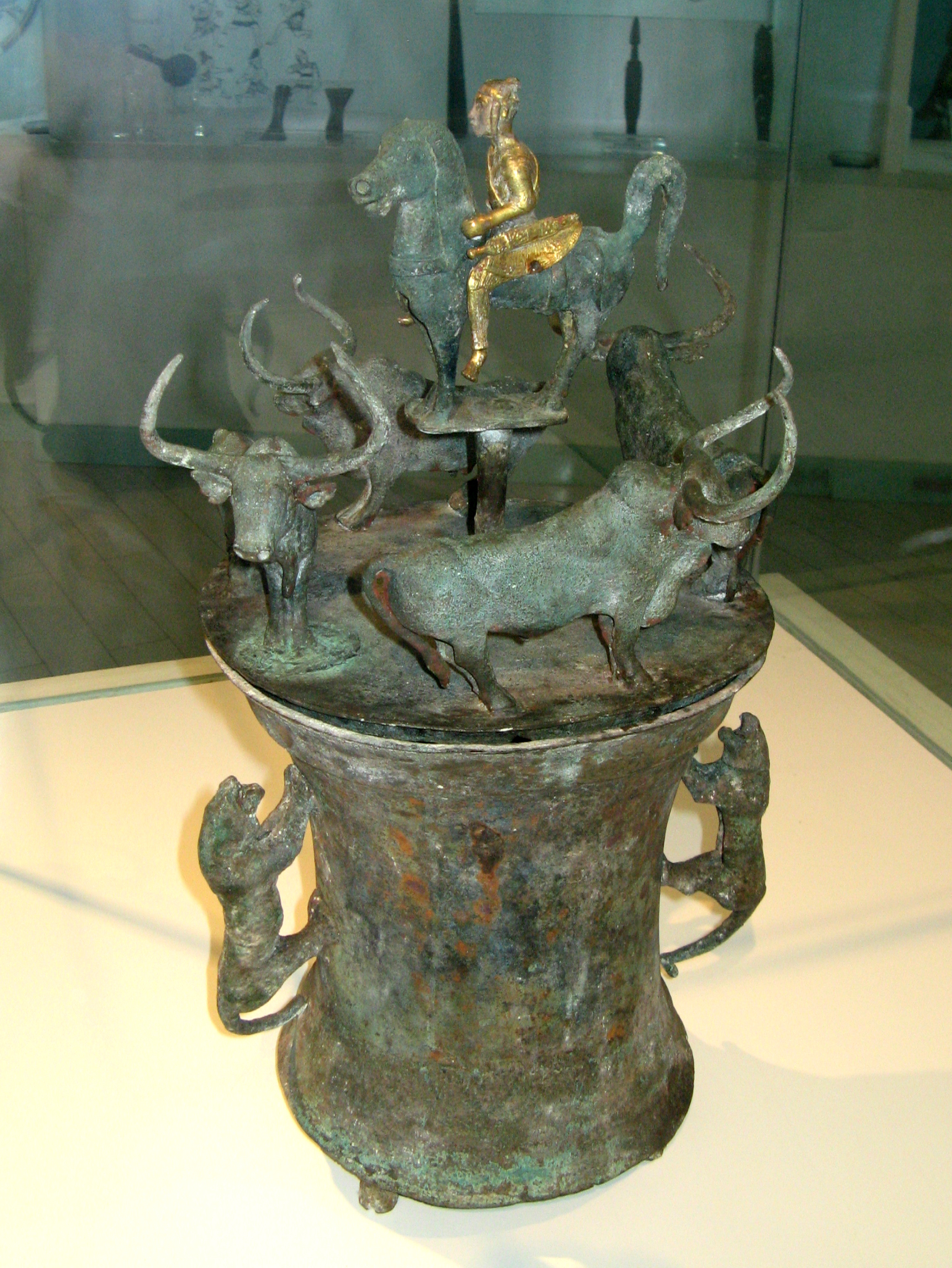
Hũ đựng ốc thời Tây Hán (202 TCN - 9 CN), bảo tàng tỉnh Vân Nam, Côn Minh; vỏ ốc tiên được dùng như đơn vị trao đổi ở phần này của Trung Quốc và được trữ trong những cái hũ trang trí điêu nghệ như hình trên, hình nhân kỵ binh thếp vàng được cắm ở trên, bao quanh bởi bốn con trâu, và hai con hổ rình mồi ở bên thân hũ.

Đầu thời Đông Hán, Minh Đế thông qua đạo luật cấm người làm nông tham gia buôn bán. Luật mới hầu như không hiệu quả, vì giới trung nông và địa chủ vẫn kiếm được lợi nhuận đáng kể từ việc buôn bán hàng hóa ngay trên đất của họ. Thôi Thực (催寔) (mất năm 170 CN), sau này phụng sự triều đình, nảy ra ý tưởng kinh doanh rượu tại gia để chi trả cho tang lễ của cha ông. Bạn bè ông chê trách ông, cho rằng việc kinh doanh là vô đạo đức tuy không phạm pháp.
Cuốn Tứ Dân Nguyệt Linh (四民月令) của Thôi Thực là tác phẩm quan trọng duy nhất còn sót lại bàn về nông nghiệp thời Đông Hán, mặc dù một đoạn văn dài 3000 chữ của cuốn Phiếm Thăng Chi Thư có niên đại về thời Hán Thành Đế (33–7 TCN) vẫn còn tồn tại. Cuốn sách của Thôi Thực mô tả các nghi lễ thờ cúng tổ tiên và các ngày lễ hội, cách ứng xử trong thân tộc, công việc đồng áng và mùa học cho con trai. Cuốn sách của ông cũng cung cấp các hướng dẫn chi tiết về các thời điểm thuận lợi nhất để mua và bán một số loại nông sản.
| Hàng hóa mua và bán quanh năm tại tiệm hàng của Thôi Thực (催寔) | Hàng hóa mua và bán quanh năm tại tiệm hàng của Thôi Thực (催寔)                   | Hàng hóa mua và bán quanh năm tại tiệm hàng của Thôi Thực (催寔)     |
| Tháng                                                            | Mua                                                                                | Bán                                                                  |
| ---------------------------------------------------------------- | ---------------------------------------------------------------------------------- | -------------------------------------------------------------------- |
| 2                                                                | Củi đốt và than gỗ                                                                 | Kê nguyên vỏ, kê nếp, đậu nành và các loại đậu, gai dầu và tiểu mạch |
| 3                                                                | Quần áo gai dầu                                                                    | Kê nếp                                                               |
| 4                                                                | Đại mạch không vỏ và thường                                                        |                                                                      |
| 5                                                                | Đại mạch không vỏ và thường, tiểu mạch, vải sồi, quần áo từ gai dầu và lụa, rơm rạ | Đậu nành và các loại đậu, vừng                                       |
| 6                                                                | Đại mạch không vỏ, lúa mì, lụa mỏng và dày                                         | Đậu nành                                                             |
| 7                                                                | Lúa mì hoặc đại mạch, lụa mỏng và dày                                              | Đậu nành và các loại đậu                                             |
| 8                                                                | Giày da, kê nếp                                                                    | tiểu mạch hạt hoặc đại mạch                                          |
| 10                                                               | Kê không vỏ, đậu và hạt gai dầu                                                    | Lụa dày, lụa và lụa sồi                                              |
| 11                                                               | Gạo trừ nếp, kê nguyên vỏ và không vỏ, đậu và hạt gai dầu                          |                                                                      |

## Ngoại thương và cống nạp

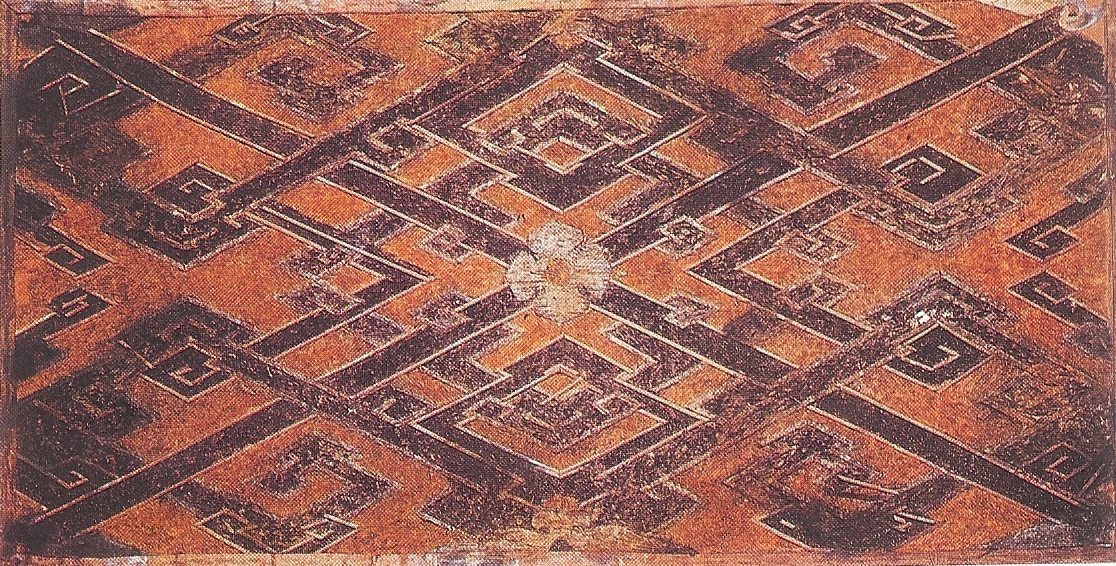
Lụa dệt từ Lăng mộ số 1 tại Di chỉ Mã Vương Đôi, Trường Sa, Hồ Nam, Trung Quốc, có niên đại thời Tây Hán, thế kỷ thứ 2 TCN

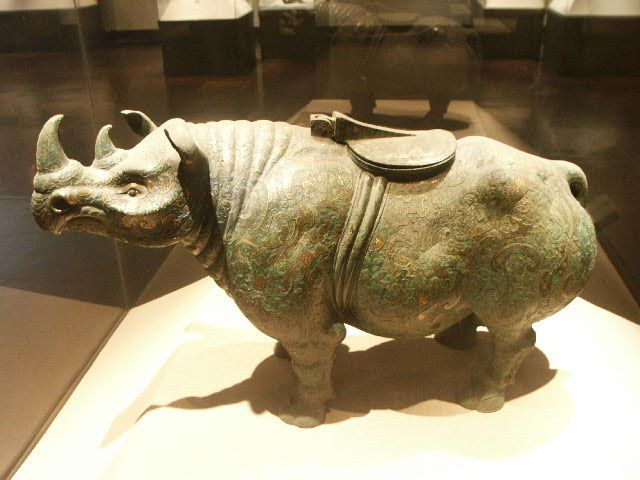
Tê giác bằng đồng thời Tây Hán

Trước thời nhà Hán, các khu chợ biên giới phía bắc của Trung Quốc thường buôn bán với các bộ lạc du mục phía đông Thảo nguyên Á-Âu. Hòa thân giữa người Hán và Hung Nô buộc triều đình Hán phải nhân nhượng triều cống để đảm bảo toàn vẹn lãnh thổ và ổn định quốc phòng. Ta không có số liệu chính xác về lượng cống phẩm hàng năm vào thế kỷ thứ 2 TCN. Vào năm 89 TCN, thiền vu Hồ Lộc Cô (狐鹿姑) (95–85 TCN) thỏa thuận sẽ gia hạn hòa thân nếu nhà Hán chịu khoản cống nạp hàng năm là 400.000 lít hoặc 10.000 dan rượu, 100.000 lít hoặc 5.000 hộc ngũ cốc và 10.000 kiện lụa. Lượng rượu, ngũ cốc và lụa này tăng đáng kể so với trước đó, vốn phải thấp hơn nhiều. Bên cạnh những thỏa hiệp này, giao thương giữa thương nhân Hung Nô và Hán rất phổ biến; người Hung Nô đổi lông và ngựa lấy nông sản và xa xỉ phẩm, đặc biệt là lụa của người Hán. Đôi khi, nhà buôn Hung Nô tuồn lậu vũ khí bằng sắt qua biên giới thông qua các khu chợ đen.
Đời Vũ Đế (141–87 TCN), nhà Hán lan tầm ảnh hưởng đến bồn địa Tarim tại Trung Á. Sứ thần Hán biếu tặng cừu, vàng và lụa cho các thành bang ốc đảo trong khu vực. Người Hán đôi khi sử dụng vàng làm tiền tệ; tuy nhiên, lụa được thường được dùng để trả tiền ăn và ở. Khi người Hán thu phục và thành lập đô hộ phủ tại bồn địa Tarim, các sứ thần tới đây được cung cấp thức ăn và chỗ ở miễn phí. Họ được cử tới đây để thu thập cống phẩm như lông thú, đá quý và cao lương mỹ vị như nho khô Trung Á về kinh đô. Người Ba Tư dâng tặng nhiều loài vật lạ hiếm (như sư tử và đà điểu) và một vị vua Miến Điện từng dâng voi, tê giác lên triều đình Hán. Các phái đoàn ngoại giao kèm với các đoàn lữ hành thương mại người Hán được cử đi khắp châu Á và thu được lợi nhuận đáng kể.
Triều đình Hán lấy cống phẩm từ thiền vu Hung Nô Hô Hàn Từ (呼韓邪) (58–31 TCN), kẻ thù của thiền vu Chí Chi (郅支) (56–36 TCN, chết tại trận Chí Chi). Hô Hàn Từ cống nạp, trao đổi con tin và trình diện tại Trường An vào Tết âm năm 51 TCN và đã được tặng thưởng những món quà sau đây từ hoàng đế: 5 kg (160 ozt) vàng, 200.000 đồng xu, 77 bộ quần áo, 8.000 kiện vải lụa, 1.500 kg (3.300 lb) chỉ tơ tằm, 15 con ngựa và 680.000 lít (19.000 giạ Mỹ) ngũ cốc. Đây là lần duy nhất triều đình Hán tặng thưởng bằng những thứ ngoài vải. Như thể hiện trong bảng dưới đây, dựa trên cuốn "Quan hệ đối ngoại nhà Hán" của sử gia Dư Anh Thời (1986), những món quà chỉ bao gồm lụa sau năm 51 TCN, và sự quy phục của Hung Nô chỉ được đảm bảo miễn là nhà Hán có thể cung cấp cho họ số lượng lớn lụa tơ tằm với mỗi lần thăm triều đình Trung Quốc.
| Cống phẩm của người Hán cho thiền vu Hung Nô trong một lần tới thăm Trường An | Cống phẩm của người Hán cho thiền vu Hung Nô trong một lần tới thăm Trường An | Cống phẩm của người Hán cho thiền vu Hung Nô trong một lần tới thăm Trường An |
| Năm (TCN)                                                                     | Tơ sồi (đơn vị là cân)                                                        | Vải lụa (đơn vị là kiện)                                                      |
| ----------------------------------------------------------------------------- | ----------------------------------------------------------------------------- | ----------------------------------------------------------------------------- |
| 51                                                                            | 1.500                                                                         | 8.000                                                                         |
| 49                                                                            | 2.000                                                                         | 9.000                                                                         |
| 33                                                                            | 4.000                                                                         | 18.000                                                                        |
| 25                                                                            | 5.000                                                                         | 20.000                                                                        |
| 1                                                                             | 7.500                                                                         | 30.000                                                                        |

Con đường tơ lụa được thiết lập nhờ vào nỗ lực của nhà ngoại giao Trương Khiên đời Vũ Đế. Nhu cầu lụa của người La Mã đã kích thích giao thông thương mại qua Trung Á và Ấn Độ Dương. Các thương nhân La Mã giong buồm đến Barbarikon gần thành phố Karachi, Pakistan ngày nay, và Barygaza ở Gujarat, Ấn Độ ngày nay để mua lụa Trung Quốc (xem giao thương La Mã - Ấn Độ). Sau khi Vũ Đế chinh phục Nam Việt (Tây Nam Trung Quốc và miền bắc Việt Nam) năm 111 TCN, tuyến thương mại được mở rộng xuống Đông Nam Á và Ấn Độ Dương, nơi mà các thương nhân hàng hải đổi vàng và lụa của nhà Hán lấy ngọc trai, ngọc bích, lapis lazuli và đồ thủy tinh của ngoại quốc.
Hậu Hán Thư chép rằng các phái viên La Mã do Hoàng đế Marcus Aurelius (161–180 CN) gửi đi, theo một tuyến đường phía nam, đã mang cống phẩm dâng lên Hán Hoàn Đế (146–168 CN) vào năm 166. Trước thời điểm đó, nhà ngoại giao Cam Anh từng thất bại trong nỗ lực tìm đường đến Rome năm 97. Ông dừng chân tại Vịnh Ba Tư bởi chính quyền An Tức (Parthia) can ngăn và chỉ có thể báo cáo về Rome dựa trên các lời đồn, câu chuyện. Charles Hucker và Rafe de Crespigny cho rằng hai người La Mã năm 166 CN thực chất không phải là sứ thần của chính quyền La Mã, mà chỉ là hai thương nhân quèn; Hucker viết:
Các sứ mệnh cống nạp từ các nước chư hầu đôi khi được phép mang theo thương nhân, những kẻ có cơ hội làm ăn ở chợ thủ đô. Không còn nghi ngờ gì nữa về thứ mà người Trung Hoa gọi là sứ mệnh cống nạp thực chất là những chuyến liên doanh thương mại có tổ chức bởi thương gia ngoại quốc không có tư cách ngoại giao. Điều này không phải bàn cãi, ví dụ tiêu biểu nhất, là một nhóm các thương nhân xuất hiện ở bờ nam [Trung Quốc] năm 166 CN tự xưng là sứ thần của Hoàng đế La Mã Marcus Aurelius Antoninus.
Tuyến thương mại chính dẫn vào nhà Hán trước tiên phải đi qua Kashgar, nhưng vương quốc Bactria Hy Lạp hóa xa hơn về phía tây mới là nút trung tâm của thương mại quốc tế. Đến thế kỷ thứ 1, Bactria cùng phần lớn Trung Á và Bắc Ấn Độ thuộc quyền kiểm soát của đế quốc Quý Sương. Tơ lụa là mặt hàng xuất khẩu chính từ Trung Quốc sang Ấn Độ. Các thương nhân Ấn Độ cũng mang nhiều loại hàng hóa sang Trung Quốc; chẳng hạn như mai rùa, vàng, bạc, đồng, sắt, chì, thiếc, vải mịn, dệt len, nước hoa, hương, đường pha lê, tiêu, gừng, muối, san hô, ngọc trai, đồ thủy tinh, và đồ tạo tác của La Mã. Các thương nhân Ấn Độ du nhập bồ đề và nhũ hương của người La Mã vào Trung Quốc. Người Trung Quốc lầm tưởng bdellium là một hương liệu có xuất xứ Ba Tư, nhưng thực chất lại có nguồn gốc từ Tây Ấn Độ. Ngựa Đại Uyên cao lớn nhập khẩu từ Fergana được đánh giá rất cao bởi người Hán. Nho Trung Á mới du nhập vào (tức là Vitis vinifera), được sử dụng để chế rượu nho, trước đó người Trung Quốc đã có rượu gạo. Những món đồ xa xỉ bằng thủy tinh từ thời Lưỡng Hà cổ đại đã được tìm thấy trong các lăng mộ Trung Quốc và có niên đại vào cuối thời Xuân Thu (771–476 TCN). Đồ thủy tinh La Mã đã được tìm thấy trong các khu mộ Trung Quốc có niên đại đầu thế kỷ 1 TCN, với mẫu vật sớm nhất được tìm thấy tại cảng biển Quảng Châu phía nam Trung Quốc. Đồ bạc La Mã và An Tức cũng đã được tìm thấy tại các khu mộ Hán.